# A Szovjetunió az 1980. évi nyári olimpiai játékokon
A Szovjetunió a Moszkvában megrendezett 1980. évi nyári olimpiai játékok házigazda nemzeteként vett részt a versenyeken. Az országot az olimpián 23 sportágban 489 sportoló képviselte, akik összesen 195 érmet szereztek.

## Érmesek
| Érem  | Versenyző | Sportág       | Versenyszám                    |
| ----- | --- | ------------- | ------------------------------ |
| Arany | Viktor Markin | Atlétika      | Férfi 400 m                    |
| Arany | Vladimir Muravjov Nyikolaj Szidorov Alekszandr Akszinyin Andrej Prokofjev | Atlétika      | Férfi 4 × 100 m váltó          |
| Arany | Remigijus Valiulis Mihail Linge Nyikolaj Cserneckij Viktor Markin Viktor Burakov | Atlétika      | Férfi 4 × 400 m váltó          |
| Arany | Jaak Uudmäe | Atlétika      | Férfi hármasugrás              |
| Arany | Volodimir Kiszelov | Atlétika      | Férfi súlylökés                |
| Arany | Viktor Rascsupkin | Atlétika      | Férfi diszkoszvetés            |
| Arany | Jurij Szjedih | Atlétika      | Férfi kalapácsvetés            |
| Arany | Dainis Kūla | Atlétika      | Férfi gerelyhajítás            |
| Arany | Ljudmila Kondratyjeva | Atlétika      | Női 100 m                      |
| Arany | Nagyija Olizarenko | Atlétika      | Női 800 m                      |
| Arany | Tatyjana Kazankina | Atlétika      | Női 1500 m                     |
| Arany | Vera Komiszova | Atlétika      | Női 100 m gát                  |
| Arany | Tatyjana Prorocsenko Tatyjana Gojscsik Nyina Zjuszkova Irina Nazarova Ljudmila Csernova Olga Minyejeva | Atlétika      | Női 4 × 400 m váltó            |
| Arany | Tatyjana Kolpakova | Atlétika      | Női távolugrás                 |
| Arany | Nagyija Tkacsenko | Atlétika      | Női ötpróba                    |
| Arany | Zsakszilik Üskempirov | Birkózás      | Kötöttfogás, 48 kg             |
| Arany | Vahtang Blagidze | Birkózás      | Kötöttfogás, 52 kg             |
| Arany | Samil Szerikov | Birkózás      | Kötöttfogás, 57 kg             |
| Arany | Gennagyij Korban | Birkózás      | Kötöttfogás, 82 kg             |
| Arany | Alekszandr Kolcsinszkij | Birkózás      | Kötöttfogás, +100 kg           |
| Arany | Anatolij Beloglazov | Birkózás      | Szabadfogás, 52 kg             |
| Arany | Szergej Beloglazov | Birkózás      | Szabadfogás, 57 kg             |
| Arany | Magomedgaszan Abusev | Birkózás      | Szabadfogás, 62 kg             |
| Arany | Szajpulla Abszaidov | Birkózás      | Szabadfogás, 68 kg             |
| Arany | Szanaszar Oganeszjan | Birkózás      | Szabadfogás, 90 kg             |
| Arany | Ilja Matye | Birkózás      | Szabadfogás, 100 kg            |
| Arany | Szoszlan Angyijev | Birkózás      | Szabadfogás, +100 kg           |
| Arany | Nyikolaj Szoloduhin | Cselgáncs     | Férfi harmatsúly               |
| Arany | Sota Habareli | Cselgáncs     | Férfi váltósúly                |
| Arany | Jelena Hlopceva Larisza Popova | Evezés        | Női kétpárevezős               |
| Arany | Ketevan Loszaberidze | Íjászat       | Női egyéni                     |
| Arany | Vlagyimir Parfenovics | Kajak-kenu    | Férfi kajak egyes 500 m        |
| Arany | Vlagyimir Parfenovics Szerhij Csuhraj | Kajak-kenu    | Férfi kajak kettes 500 m       |
| Arany | Vlagyimir Parfenovics Szerhij Csuhraj | Kajak-kenu    | Férfi kajak kettes 1000 m      |
| Arany | Szergej Posztrehin | Kajak-kenu    | Férfi kenu egyes 500 m         |
| Arany | Szergej Szuhorucsenkov | Kerékpározás  | Férfi egyéni mezőnyverseny     |
| Arany | Jurij Kasirin Oleg Logvin Szergej Selpakov Anatolij Jarkin | Kerékpározás  | Férfi csapat időfutam          |
| Arany | Viktor Manakov Valerij Movcsan Vlagyimir Oszokin Vitalij Petrakov Alekszandr Krasznov | Kerékpározás  | Férfi csapat üldözőverseny     |
| Arany | Nemzeti válogatott Natalija Sersztyuk Ljubov Odinokova Zinajida Turcsina Tatjana Kocserhina Ljudmila Bobrusz Larisza Karlova Aldona Nenėnienė Irina Palcsikova Larisza Szavkina Julija Szafina Olga Zubareva Valentyina Berzina Sigita Strečen                                                                                   | Kézilabda     | Női                            |
| Arany | Nemzeti válogatott Angelė Rupšienė Tetyana Nadirova Olga Korosztyeljova Tatyjana Ovecskina Nagyezsda Olhova Uļjana Semjonova Nyelli Ferjabnyikova Olga Szuharnova Ljubov Sarmaj Vida Beselienė Ljudmila Rogozsina Taccjana Ivinszkaja                                                                                            | Kosárlabda    | Női                            |
| Arany | Jurij Kovsov Viktor Ugrjumov Vera Miszevics | Lovaglás      | Csapat díjlovaglás             |
| Arany | Vjacseszlav Csukanov Viktor Poganovszkij Viktor Aszmajev Nyikolaj Korolkov | Lovaglás      | Csapat díjugratás              |
| Arany | Alekszandr Blinov Jurij Szalnyikov Valerij Volkov Szergej Rogozsin | Lovaglás      | Csapat lovastusa               |
| Arany | Alekszandr Portnov | Műugrás       | Férfi egyéni műugrás           |
| Arany | Irina Kalinyina | Műugrás       | Női egyéni műugrás             |
| Arany | Samil Szabirov | Ökölvívás     | Papírsúly                      |
| Arany | Anatolij Sztarosztyin | Öttusa        | Egyéni                         |
| Arany | Anatolij Sztarosztyin Pavel Lednyov Jevgenyij Lipejev | Öttusa        | Csapat                         |
| Arany | Nemzeti válogatott Jurij Pancsenko Vjacseszlav Zajcev Alekszandr Szavin Vlagyimir Dorohov Alekszandr Jermilov Pāvels Seļivanovs Oleh Moliboha Vlagyimir Kondra Vlagyimir Csernisov Fegyir Lascsonov Valerij Krivov Viljar Loor                                                                                                   | Röplabda      | Férfi                          |
| Arany | Nemzeti válogatott Nagyezsda Radzevics Natalja Razumova Olga Szolovova Jelena Ahaminova Jelena Andrejuk Irina Makogonova Ljubov Kozireva Szvetlana Nyikisina Ljudmila Csernisova Szvetlana Badulina Ligyia Loginova Larisza Pavlova                                                                                              | Röplabda      | Női                            |
| Arany | Alekszandr Melentyjev | Sportlövészet | Szabadpisztoly                 |
| Arany | Viktor Vlaszov | Sportlövészet | Sportpuska összetett           |
| Arany | Igor Szokolov | Sportlövészet | Futócéllövészet                |
| Arany | Kanibek Oszmonalijev | Súlyemelés    | 52 kg                          |
| Arany | Viktor Mazin | Súlyemelés    | 60 kg                          |
| Arany | Jurik Vardanyan | Súlyemelés    | 82,5 kg                        |
| Arany | Leanyid Taranyenka | Súlyemelés    | 110 kg                         |
| Arany | Szultan Rahmanov | Súlyemelés    | +110 kg                        |
| Arany | Alekszandr Gyityatyin | Torna         | Férfi egyéni összetett         |
| Arany | Nyikolaj Andrianov Vlagyimir Markelov Alekszandr Gyityatyin Eduard Azarján Bohdan Makuc Alekszandr Tkacsov | Torna         | Férfi csapat összetett         |
| Arany | Nyikolaj Andrianov | Torna         | Férfi ugrás                    |
| Arany | Alekszandr Tkacsov | Torna         | Férfi korlát                   |
| Arany | Alekszandr Gyityatyin | Torna         | Férfi gyűrű                    |
| Arany | Jelena Davidova | Torna         | Női egyéni összetett           |
| Arany | Nelli Kim Jelena Davidova Marija Filatova Jelena Najmusina Natalja Saposnyikova Sztella Zaharova | Torna         | Női csapat összetett           |
| Arany | Nelli Kim | Torna         | Női talaj                      |
| Arany | Natalja Saposnyikova | Torna         | Női ugrás                      |
| Arany | Szergej Kopljakov | Úszás         | Férfi 200 m gyors              |
| Arany | Vladimir Salnikov | Úszás         | Férfi 400 m gyors              |
| Arany | Vlagyimir Szalnyikov | Úszás         | Férfi 1500 m gyors             |
| Arany | Szergej Kopljakov Vlagyimir Szalnyikov Ivar Stukolkin Andrej Krilov Szergej Ruszin Szerhij Kraszjuk Jurij Priszekin | Úszás         | Férfi 4 × 200 m gyorsváltó     |
| Arany | Robertas Žulpa | Úszás         | Férfi 200 m mell               |
| Arany | Szerhij Feszenko | Úszás         | Férfi 200 m pillangó           |
| Arany | Alekszandr Szidorenko | Úszás         | Férfi 400 m vegyes             |
| Arany | Lina Kačiušytė | Úszás         | Női 200 m mell                 |
| Arany | Aleksandrs Muzičenko Valentyin Mankin | Vitorlázás    | Csillaghajó                    |
| Arany | Volodimir Szmirnov | Vívás         | Férfi tőr, egyéni              |
| Arany | Viktor Krovopuszkov | Vívás         | Férfi kard, egyéni             |
| Arany | Viktor Szigyak Volodimir Nazlimov Viktor Krovopuszkov Mihail Burcev Mikalaj Aljohin | Vívás         | Férfi kard, csapat             |
| Arany | Nemzeti válogatott Jevgenyij Saranov Szergej Kotyenko Vlagyimir Akimov Jevgenyij Grisin Mait Riisman Alekszandr Kabanov Alekszej Barkalov Jerkin Sagajev Georgij Msvenyieradze Mikhail Ivanov Vjacseszlav Szobcsenko | Vízilabda     | Férfi                          |
| Ezüst | Vaszill Arhipenko | Atlétika      | Férfi 400 m gát                |
| Ezüst | Pjotr Pocsincsuk | Atlétika      | Férfi 20 km gyaloglás          |
| Ezüst | Konsztantyin Volkov | Atlétika      | Férfi rúdugrás                 |
| Ezüst | Viktor Szanyejev | Atlétika      | Férfi hármasugrás              |
| Ezüst | Alekszandr Barisnyikov | Atlétika      | Férfi súlylökés                |
| Ezüst | Szergej Litvinov | Atlétika      | Férfi kalapácsvetés            |
| Ezüst | Alekszandr Makarov | Atlétika      | Férfi gerelyhajítás            |
| Ezüst | Jurij Kucenko | Atlétika      | Férfi tízpróba                 |
| Ezüst | Natalja Bocsina | Atlétika      | Női 200 m                      |
| Ezüst | Olga Minyejeva | Atlétika      | Női 800 m                      |
| Ezüst | Vera Komiszova Ljudmila Maszlakova Vera Anyiszimova Natalja Bocsina | Atlétika      | Női 4 × 100 m váltó            |
| Ezüst | Szvetlana Kracsevszkaja | Atlétika      | Női súlylökés                  |
| Ezüst | Szaida Gunba | Atlétika      | Női gerelyhajítás              |
| Ezüst | Olga Rukavisnyikova | Atlétika      | Női ötpróba                    |
| Ezüst | Anatolij Bikov | Birkózás      | Kötöttfogás, 74 kg             |
| Ezüst | Igor Kanigin | Birkózás      | Kötöttfogás, 90 kg             |
| Ezüst | Magomedhan Aracilov | Birkózás      | Szabadfogás, 82 kg             |
| Ezüst | Tengiz Hubuluri | Cselgáncs     | Férfi félnehézsúly             |
| Ezüst | Vaszil Jakusa | Evezés        | Férfi egypárevezős             |
| Ezüst | Jurij Pimenov Nyikolaj Pimenov | Evezés        | Férfi kormányos nélküli kettes |
| Ezüst | Viktor Pereverzev Gennagyij Krjucskin Alekszandr Lukjanov | Evezés        | Férfi kormányos kettes         |
| Ezüst | Jurij Sapocska Jevgenyij Barbakov Valerij Klesnyov Nyikolaj Dovgany | Evezés        | Férfi négypárevezős            |
| Ezüst | Alekszej Kamkin Valerij Dolinyin Alekszandr Kulagin Vitalij Jeliszejev | Evezés        | Férfi kormányos nélküli négyes |
| Ezüst | Artūrs Garonskis Dimants Krišjānis Dzintars Krišjānis Žoržs Tikmers Juris Bērziņš | Evezés        | Férfi kormányos négyes         |
| Ezüst | Antonyina Mahina | Evezés        | Női egypárevezős               |
| Ezüst | Antonyina Pusztovit Jelena Matyievszkaja Olga Vaszilcsenko Nagyezsda Ljubimova Nyina Cseremiszina Natalja Kazak | Evezés        | Női kormányos négypárevezős    |
| Ezüst | Olga Pivovarova Nyina Umanec Nagyezsda Priscsepa Valentyina Zsulina Tatyjana Sztyecenko Jelena Tyeresina Nyina Preobrazsenszkaja Marija Pazjun Nyina Frolova | Evezés        | Női nyolcas                    |
| Ezüst | Borisz Iszacsenko | Íjászat       | Férfi egyéni                   |
| Ezüst | Natalja Butuzova | Íjászat       | Női egyéni                     |
| Ezüst | Szergej Posztrehin | Kajak-kenu    | Férfi kenu egyes 1000 m        |
| Ezüst | Galina Kreft Nyina Gopova | Kajak-kenu    | Női kajak kettes 500 m         |
| Ezüst | Alekszandr Panfilov | Kerékpározás  | Férfi egyéni időfutam          |
| Ezüst | Nemzeti válogatott Migajlo Iscsenko Nyikolaj Tomin Viktor Mahorin Vlagyimir Belov Alekszandr Anpilogov Jevgenyij Csernyisov Alekszej Zsuk Voldemaras Novickis Szergej Kusnirjuk Alekszandr Karsakevics Anatolij Fegyukin Jurij Kigyajev Vlagyimir Kravcov Vlagyimir Repjev                                                       | Kézilabda     | Férfi                          |
| Ezüst | Jurij Kovsov | Lovaglás      | Egyéni díjlovaglás             |
| Ezüst | Nyikolaj Korolkov | Lovaglás      | Egyéni díjugratás              |
| Ezüst | Alekszandr Blinov | Lovaglás      | Egyéni lovastusa               |
| Ezüst | Vlagyimir Alejnyik | Műugrás       | Férfi egyéni toronyugrás       |
| Ezüst | Szirvard Emirzjan | Műugrás       | Női egyéni toronyugrás         |
| Ezüst | Viktor Mirosnicsenko | Ökölvívás     | Légsúly                        |
| Ezüst | Viktor Gyemjanyenko | Ökölvívás     | Könnyűsúly                     |
| Ezüst | Szerik Konakbajev | Ökölvívás     | Kisváltósúly                   |
| Ezüst | Alekszandr Koskin | Ökölvívás     | Nagyváltósúly                  |
| Ezüst | Viktor Szavcsenko | Ökölvívás     | Középsúly                      |
| Ezüst | Pjotr Zajev | Ökölvívás     | Nehézsúly                      |
| Ezüst | Rusztam Jambulatov | Sportlövészet | Trap                           |
| Ezüst | Jurik Szarkiszjan | Súlyemelés    | 56 kg                          |
| Ezüst | Alekszandr Pervij | Súlyemelés    | 75 kg                          |
| Ezüst | Igor Nyikityin | Súlyemelés    | 100 kg                         |
| Ezüst | Nyikolaj Andrianov | Torna         | Férfi egyéni összetett         |
| Ezüst | Nyikolaj Andrianov | Torna         | Férfi talaj                    |
| Ezüst | Alekszandr Gyityatyin | Torna         | Férfi ugrás                    |
| Ezüst | Alekszandr Gyityatyin | Torna         | Férfi korlát                   |
| Ezüst | Alekszandr Gyityatyin | Torna         | Férfi nyújtó                   |
| Ezüst | Alekszandr Tkacsov | Torna         | Férfi gyűrű                    |
| Ezüst | Alekszandr Gyityatyin | Torna         | Férfi lólengés                 |
| Ezüst | Jelena Davidova | Torna         | Női gerenda                    |
| Ezüst | Andrej Krilov | Úszás         | Férfi 200 m gyors              |
| Ezüst | Andrej Krilov | Úszás         | Férfi 400 m gyors              |
| Ezüst | Alekszandr Csajev | Úszás         | Férfi 1500 m gyors             |
| Ezüst | Viktor Kuznyecov | Úszás         | Férfi 100 m hát                |
| Ezüst | Arsens Miskarovs | Úszás         | Férfi 100 m mell               |
| Ezüst | Szerhij Feszenko | Úszás         | Férfi 400 m vegyes             |
| Ezüst | Viktor Kuznyecov Arsens Miskarovs Jevgenyij Szeregyin Szergej Kopljakov Vlagyimir Semetov Alekszandr Fedorovszkij Alekszej Markovszkij Szerhij Kraszjuk | Úszás         | Férfi 4 × 100 m vegyes váltó   |
| Ezüst | Elvira Vaszilkova | Úszás         | Női 100 m mell                 |
| Ezüst | Szvetlana Varganova | Úszás         | Női 200 m mell                 |
| Ezüst | Alekszandr Budnyikov Borisz Budnyikov Nyikolaj Poljakov | Vitorlázás    | Soling                         |
| Ezüst | Aljakszandr Ramanykov Volodimir Szmirnov Szabirzsan Ruzijev Asot Karagjan Uladzimir Lapicki | Vívás         | Férfi tőr, csapat              |
| Ezüst | Mihail Burcev | Vívás         | Férfi kard, egyéni             |
| Ezüst | Valentyina Szidorova Nailja Giljazova Jelena Belova Irina Usakova Larisza Cagarajeva | Vívás         | Női tőr, csapat                |
| Bronz | Nyikolaj Kirov | Atlétika      | Férfi 800 m                    |
| Bronz | Szatimkul Dzsumanazarov | Atlétika      | Férfi maraton                  |
| Bronz | Alekszandr Pucskov | Atlétika      | Férfi 110 m gát                |
| Bronz | Jevgenyij Ivcsenko | Atlétika      | Férfi 50 km gyaloglás          |
| Bronz | Valerij Pidluzsnij | Atlétika      | Férfi távolugrás               |
| Bronz | Jüri Tamm | Atlétika      | Férfi kalapácsvetés            |
| Bronz | Szergej Zselanov | Atlétika      | Férfi tízpróba                 |
| Bronz | Tatyjana Providohina | Atlétika      | Női 800 m                      |
| Bronz | Nagyija Olizarenko | Atlétika      | Női 1500 m                     |
| Bronz | Tatyjana Szkacsko | Atlétika      | Női távolugrás                 |
| Bronz | Tatyjana Leszovaja | Atlétika      | Női diszkoszvetés              |
| Bronz | Olga Kuragina | Atlétika      | Női ötpróba                    |
| Bronz | Borisz Kramarenko | Birkózás      | Kötöttfogás, 62 kg             |
| Bronz | Szergej Kornyilajev | Birkózás      | Szabadfogás, 48 kg             |
| Bronz | Arambij Jemizs | Cselgáncs     | Férfi légsúly                  |
| Bronz | Aleksandrs Jackēvičs | Cselgáncs     | Férfi középsúly                |
| Bronz | Viktor Kakosin Andrej Tyiscsenko Olekszandr Tkacsenko Jonas Pinskus Jonas Narmontas Andrej Lugin Alekszandr Mancevics Igor Majsztrenko Hrihorij Dmitrenko | Evezés        | Férfi nyolcas                  |
| Bronz | Marija Fagyejeva Galina Szovetnyikova Marina Sztudnyeva Szvetlana Szemjonova Nyina Cseremiszina Natalja Kazak | Evezés        | Női kormányos négyes           |
| Bronz | Nemzeti válogatott Vlagyimir Plesakov Vjacseszlav Lampejev Leonyid Pavlovszkij Szosz Hajrapetjan Farid Zigangirov Valerij Beljakov Szergej Klevcov Oleg Zagorodnyev Alekszandr Guszev Szergej Plesakov Mihail Nyicsepurenko Minneulla Azizov Alekszandr Szicsov Alekszandr Mjasznyikov Viktor Gyeputatov Alekszandr Goncsarov    | Gyeplabda     | Férfi                          |
| Bronz | Nemzeti válogatott Galina Inzsuvatova Nelli Gorbjatkova Valentyina Zazdravnih Nagyezsda Ovecskina Natyella Krasznyikova Natalja Bikova Ligyija Glubokova Galina Vjuzsanyina Natalja Buzunova Lejla Ahmerova Nagyezsda Filippova Jelena Gurjeva Tatyjana Jembahtova Tatyjana Sviganova Alina Ham Ljudmila Frolova                 | Gyeplabda     | Női                            |
| Bronz | Jurcsenko Jurcsenko Jurij Lobanov | Kajak-kenu    | Férfi kenu kettes 1000 m       |
| Bronz | Antonyina Melnyikova | Kajak-kenu    | Női kajak egyes 500 m          |
| Bronz | Jurij Barinov | Kerékpározás  | Férfi egyéni mezőnyverseny     |
| Bronz | Szergej Kopilov | Kerékpározás  | Férfi egyéni sprint            |
| Bronz | Nemzeti válogatott Sztanyiszlav Jerjomin Valerij Miloszerdov Szergej Tarakanov Olekszandr Szalnikov Andrej Lopatov Nikoloz Deriugini Szergej Belov Volodimir Tkacsenko Anatolij Miskin Sergėjus Jovaiša Olekszandr Bilosztyinnij Vlagyimir Zsigilij                                                                              | Kosárlabda    | Férfi                          |
| Bronz | Nemzeti válogatott Rinat Daszajev Tengiz Szulakvelidze Alekszandr Csivadze Vagiz Higyijatullin Oleg Romanzev Szergej Savlo Szerhij Andrjejev Volodimir Bezszonov Jurij Gavrilov Fjodor Cserenkov Valerij Gazzajev Szerhij Baltacsa Horen Hovhanniszján Volodimir Pilhuj Szergej Nyikulin Aljakszandr Prakapenka Revaz Cselebadze | Labdarúgás    | Férfi                          |
| Bronz | Viktor Ugrjumov | Lovaglás      | Egyéni díjlovaglás             |
| Bronz | Jurij Szalnikov | Lovaglás      | Egyéni lovastusa               |
| Bronz | David Ambarcumjan | Műugrás       | Férfi egyéni toronyugrás       |
| Bronz | Liana Cotadze | Műugrás       | Női egyéni toronyugrás         |
| Bronz | Viktor Ribakov | Ökölvívás     | Pehelysúly                     |
| Bronz | Pavel Lednyov | Öttusa        | Egyéni                         |
| Bronz | Alekszandr Gazov | Sportlövészet | Futócéllövészet                |
| Bronz | Alekszandr Gyityatyin | Torna         | Férfi talaj                    |
| Bronz | Nyikolaj Andrianov | Torna         | Férfi nyújtó                   |
| Bronz | Natalja Saposnyikova | Torna         | Női talaj                      |
| Bronz | Marija Filatova | Torna         | Női felemás korlát             |
| Bronz | Natalja Saposnyikova | Torna         | Női gerenda                    |
| Bronz | Ivar Stukolkin | Úszás         | Férfi 400 m gyors              |
| Bronz | Volodimir Dolgov | Úszás         | Férfi 100 m hát                |
| Bronz | Arsens Miskarovs | Úszás         | Férfi 200 m mell               |
| Bronz | Julija Bogdanova | Úszás         | Női 200 m mell                 |
| Bronz | Olena Kruhlova Elvira Vaszilkova Alla Griscsenkova Natalja Sztrunnyikova Irina Akszjonova Olga Klevakina | Úszás         | Női 4 × 100 m vegyes váltó     |
| Bronz | Andrej Balasov | Vitorlázás    | Finn dingi                     |
| Bronz | Aljakszandr Ramanykov | Vívás         | Férfi tőr, egyéni              |
| Bronz | Asot Karagjan Alekszandr Abusahmetov Alekszandr Mozsajev Borisz Lukomszkij Volodimir Szmirnov | Vívás         | Férfi párbajtőr, csapat        |

## Atlétika
Férfi
| Versenyző                                                                        | Versenyszám     | Előfutam      | Előfutam      | Előfutam      | Negyeddöntő | Negyeddöntő | Negyeddöntő | Elődöntő      | Elődöntő      | Elődöntő      | Döntő     | Döntő    |          |
| Versenyző                                                                        | Versenyszám     | Idő           | Hely.         | Össz.         | Idő         | Hely.       | Össz.       | Idő           | Hely.         | Össz.         | Idő       | Helyezés |          |
| -------------------------------------------------------------------------------- | --------------- | ------------- | ------------- | ------------- | ----------- | ----------- | ----------- | ------------- | ------------- | ------------- | --------- | -------- | -------- |
| Alekszandr Akszinyin                                                             | 100 m           | 10,26         | 1.            | 1.            | 10,29       | 1.          | 10.***      | 10,45         | 3.            | 8.*           | 10,42     | 4.       |          |
| Vlagyimir Muravjov                                                               | 100 m           | 10,37         | 2.            | 8.*           | 10,34       | 3.          | 15.*        | 10,42         | 3.            | 5.            | 10,44     | 6.       |          |
| Andrej Sljapnikov                                                                | 100 m           | 10,43         | 3.            | 16.*          | 10,41       | 5.          | 20.         | kiesett       | kiesett       | kiesett       | kiesett   | kiesett  |          |
| Nyikolaj Szidorov                                                                | 200 m           | 21,15         | 3.            | 6.            | 20,83       | 2.          | 3.*         | 21,17         | 7.            | 14.*          | kiesett   | kiesett  |          |
| Alekszandr Sztaszevics                                                           | 200 m           | nem ért célba | nem ért célba | nem ért célba | kiesett     | kiesett     | kiesett     | kiesett       | kiesett       | kiesett       | kiesett   | kiesett  |          |
| Viktor Markin                                                                    | 400 m           | 46,88         | 1.            | 8.            | 45,58       | 1.          | 1.          | 45,60         | 2.            | 5.            | 44,60     |          |          |
| Viktor Burakov                                                                   | 400 m           | 46,41         | 2.            | 2.            | 46,23       | 3.          | 12.*        | 45,97         | 5.            | 11.           | kiesett   | kiesett  |          |
| Nyikolaj Cserneckij                                                              | 400 m           | 47,04         | 1.            | 11.           | 46,30       | 4.          | 15.         | 45,94         | 6.            | 8.            | kiesett   | kiesett  |          |
| Nyikolaj Kirov                                                                   | 800 m           | 1:47,47       | 2.            | 3.            |             |             |             | 1:46,53       | 1.            | 1.            | 1:45,94   |          |          |
| Anatolij Resetnyak                                                               | 800 m           | 1:47,91       | 2.            | 6.            |             |             |             | 1:48,12       | 5.            | 18.           | kiesett   | kiesett  |          |
| Vlagyimir Malozemlin                                                             | 1500 m          | 3:38,68       | 4.            | 4.            |             |             |             | 3:43,56       | 5.            | 13.           | kiesett   | kiesett  |          |
| Vitalij Tiscsenko                                                                | 1500 m          | 3:44,39       | 2.            | 20.*          |             |             |             | 3:41,42       | 7.            | 7.            | kiesett   | kiesett  |          |
| Pavel Jakovlev                                                                   | 1500 m          | 3:44,19       | 5.            | 17.           |             |             |             | kiesett       | kiesett       | kiesett       | kiesett   | kiesett  |          |
| Alekszandr Fedotkin                                                              | 5000 m          | 13:45,52      | 6.            | 17.           |             |             |             | 13:31,87      | 8.            | 8.            | 13:24,1   | 8.       |          |
| Valerij Abramov                                                                  | 5000 m          | 13:42,86      | 3.            | 3.            |             |             |             | 13:40,67      | 6.            | 15.           | kiesett   | kiesett  |          |
| Enn Sellik                                                                       | 5000 m          | 13:52,34      | 8.            | 25.           |             |             |             | kiesett       | kiesett       | kiesett       | kiesett   | kiesett  |          |
| Enn Sellik                                                                       | 10 000 m        | 29:12,1       | 4.            | 14.           |             |             |             |               |               |               | 28:13,72  | 8.       |          |
| Volodimir Seszterov                                                              | 10 000 m        | 29:32,4       | 9.            | 20.           |             |             |             |               |               |               | kiesett   | kiesett  |          |
| Aleksandras Antipovas                                                            | 10 000 m        | nem ért célba | nem ért célba | nem ért célba |             |             |             |               |               |               | kiesett   | kiesett  |          |
| Szatimkul Dzsumanazarov                                                          | Maraton         |               |               |               |             |             |             |               |               |               | 2:11:35   |          |          |
| Vlagyimir Kotov                                                                  | Maraton         |               |               |               |             |             |             |               |               |               | 2:12:05   | 4.       |          |
| Leonyid Moszejev                                                                 | Maraton         |               |               |               |             |             |             |               |               |               | 2:12:14   | 5.       |          |
| Alekszandr Pucskov                                                               | 110 m gát       | 13,84         | 4.            | 8.*           |             |             |             | 13,50         | 2.            | 4.            | 13,44     |          |          |
| Andrej Prokofjev                                                                 | 110 m gát       | 13,61         | 2.            | 3.            |             |             |             | 13,59         | 2.            | 5.            | 13,49     | 4.       |          |
| Jurij Cservanyov                                                                 | 110 m gát       | 13,75         | 1.            | 5.            |             |             |             | 13,78         | 3.            | 6.*           | 15,80     | 8.       |          |
| Vaszil Arhipenko                                                                 | 400 m gát       | 50,22         | 1.            | 4.            |             |             |             | 49,80         | 1.            | 1.            | 48,86     |          |          |
| Nyikolaj Vasziljev                                                               | 400 m gát       | 50,09         | 1.            | 2.            |             |             |             | 49,87         | 2.            | 2.            | 49,34     | 4.       |          |
| Alekszandr Harlov                                                                | 400 m gát       | 50,79         | 4.            | 13.           |             |             |             | 50,64         | 5.            | 11.           | kiesett   | kiesett  |          |
| Anatolij Gyimov                                                                  | 3000 m akadály  | 8:33,18       | 2.            | 9.            |             |             |             | 8:24,81       | 5.            | 9.            | 8:19,75   | 8.       |          |
| Alekszandr Vorobej                                                               | 3000 m akadály  | 8:42,59       | 7.            | 21.           |             |             |             | 8:44,24       | 9.            | 19.           | kiesett   | kiesett  |          |
| Szerhij Olizarenko                                                               | 3000 m akadály  | 8:34,20       | 3.            | 11.           |             |             |             | nem ért célba | nem ért célba | nem ért célba | kiesett   | kiesett  |          |
| Pjotr Pocsincsuk                                                                 | 20 km gyaloglás |               |               |               |             |             |             |               |               |               | 1:24:45,4 |          |          |
| Jevgenyij Jevszjukov                                                             | 20 km gyaloglás |               |               |               |             |             |             |               |               |               | 1:26:28,3 | 4.       |          |
| Anatolij Szolomin                                                                | 20 km gyaloglás |               |               |               |             |             |             |               |               |               | kizárták  | kizárták | kizárták |
| Jevgenyij Ivcsenko                                                               | 50 km gyaloglás |               |               |               |             |             |             |               |               |               | 3:56:32   |          |          |
| Vjacseszlav Furszov                                                              | 50 km gyaloglás |               |               |               |             |             |             |               |               |               | 3:58:32   | 5.       |          |
| Borisz Jakovlev                                                                  | 50 km gyaloglás |               |               |               |             |             |             |               |               |               | kizárták  | kizárták | kizárták |
| Vlagyimir Muravjov Nyikolaj Szidorov Alekszandr Akszinyin Andrej Prokofjev       | 4 × 100 m váltó | 38,68         | 1.            | 2.            |             |             |             |               |               |               | 38,26     |          |          |
| Remigijus Valiulis Mihail Linge Nyikolaj Cserneckij Viktor Markin Viktor Burakov | 4 × 400 m váltó | 3:01,8        | 1.            | 1.            |             |             |             |               |               |               | 3:01,08   |          |          |

| Versenyző              | Versenyszám   | Selejtező                | Selejtező                | Döntő    | Döntő    |
| Versenyző              | Versenyszám   | Eredmény                 | Helyezés                 | Eredmény | Helyezés |
| ---------------------- | ------------- | ------------------------ | ------------------------ | -------- | -------- |
| Alekszandr Grigorjev   | Magasugrás    | 221 cm                   | 13.                      | 221 cm   | 8.       |
| Gennagyij Belkov       | Magasugrás    | 221 cm                   | 6.                       | 221 cm   | 10.      |
| Olekszij Demjanyuk     | Magasugrás    | 221 cm                   | 6.                       | 221 cm   | 11.      |
| Konsztantyin Volkov    | Rúdugrás      | 535 cm                   | 8.*                      | 565 cm   | *        |
| Szergej Kulibaba       | Rúdugrás      | 535 cm                   | 11.                      | 545 cm   | 8.       |
| Jurij Prohorenko       | Rúdugrás      | érvényes kísérlet nélkül | érvényes kísérlet nélkül | kiesett  | kiesett  |
| Valerij Pidluzsnij     | Távolugrás    | 802 cm                   | 4.                       | 818 cm   |          |
| Viktor Belszkij        | Távolugrás    | 801 cm                   | 5.                       | 810 cm   | 6.       |
| Jaak Uudmäe            | Hármasugrás   | 16,69 m                  | 4.                       | 17,35 m  |          |
| Viktor Szanyejev       | Hármasugrás   | 16,57 m                  | 6.*                      | 17,24 m  |          |
| Jevgenyij Anyikin      | Hármasugrás   | 16,77 m                  | 3.                       | 16,12 m  | 9.       |
| Volodimir Kiszelov     | Súlylökés     | 20,72 m                  | 1.                       | 21,35 m  |          |
| Alekszandr Barisnyikov | Súlylökés     | 20,58 m                  | 2.                       | 21,08 m  |          |
| Anatolij Jaros         | Súlylökés     | 20,19 m                  | 5.                       | 19,93 m  | 9.       |
| Viktor Rascsupkin      | Diszkoszvetés | 64,78 m                  | 2.                       | 66,64 m  |          |
| Jurij Dumcsev          | Diszkoszvetés | 62,82 m                  | 5.                       | 65,58 m  | 5.       |
| ihor Duhinec           | Diszkoszvetés | 63,10 m                  | 4.                       | 64,04 m  | 6.       |
| Jurij Szjedih          | Kalapácsvetés | 78,22 m                  | 1.                       | 81,80 m  |          |
| Szergej Litvinov       | Kalapácsvetés | 75,24 m                  | 3.                       | 80,64 m  |          |
| Jüri Tamm              | Kalapácsvetés | 76,24 m                  | 2.                       | 78,96 m  |          |
| Dainis Kūla            | Gerelyhajítás | 85,76 m                  | 3.                       | 91,20 m  |          |
| Alekszandr Makarov     | Gerelyhajítás | 83,32 m                  | 6.                       | 89,64 m  |          |
| Heino Puuste           | Gerelyhajítás | 82,96 m                  | 7.                       | 86,10 m  | 4.       |

| Versenyző        | Versenyszám | 100 m | 100 m | Távolugrás | Távolugrás | Súlylökés | Súlylökés | Magasugrás | Magasugrás | 400 m | 400 m | 110 m gát | 110 m gát | Diszkoszvetés | Diszkoszvetés | Rúdugrás                 | Rúdugrás                 | Gerelyhajítás | Gerelyhajítás | 1500 m     | 1500 m     | Végeredmény   | Végeredmény   |
| Versenyző        | Versenyszám | Idő   | Pont  | Eredmény   | Pont       | Eredmény  | Pont      | Eredmény   | Pont       | Idő   | Pont  | Idő       | Pont      | Eredmény      | Pont          | Eredmény                 | Pont                     | Eredmény      | Pont          | Idő        | Pont       | Pont          | Helyezés      |
| ---------------- | ----------- | ----- | ----- | ---------- | ---------- | --------- | --------- | ---------- | ---------- | ----- | ----- | --------- | --------- | ------------- | ------------- | ------------------------ | ------------------------ | ------------- | ------------- | ---------- | ---------- | ------------- | ------------- |
| Jurij Kucenko    | Tízpróba    | 11,19 | 759   | 774 cm     | 969        | 14,50 m   | 759       | 208 cm     | 925        | 48,67 | 866   | 15,04     | 844       | 39,86 m       | 683           | 490 cm                   | 1.028                    | 68,08 m       | 857           | 4:22,6     | 641        | 8331          |               |
| Szergej Zselanov | Tízpróba    | 11,40 | 710   | 760 cm     | 941        | 14,17 m   | 739       | 218 cm     | 1.009      | 49,27 | 838   | 14,83     | 867       | 42,80 m       | 740           | 460 cm                   | 957                      | 57,30 m       | 728           | 4:27,5     | 606        | 8135          |               |
| Valeriu Caceanov | Tízpróba    | 11,22 | 752   | 765 cm     | 951        | 14,70 m   | 771       | 208 cm     | 925        | 48,67 | 866   | 14,40     | 915       | 46,02 m       | 800           | érvényes kísérlet nélkül | érvényes kísérlet nélkül | nem indult    | nem indult    | nem indult | nem indult | nem ért célba | nem ért célba |

Női
| Versenyző                                                                                              | Versenyszám     | Előfutam | Előfutam | Előfutam | Negyeddöntő | Negyeddöntő | Negyeddöntő | Elődöntő         | Elődöntő         | Elődöntő         | Döntő   | Döntő    |
| Versenyző                                                                                              | Versenyszám     | Idő      | Hely.    | Össz.    | Idő         | Hely.       | Össz.       | Idő              | Hely.            | Össz.            | Idő     | Helyezés |
| --- | --------------- | -------- | -------- | -------- | ----------- | ----------- | ----------- | ---------------- | ---------------- | ---------------- | ------- | -------- |
| Ljudmila Kondratyjeva                                                                                  | 100 m           | 11,13    | 1.       | 1.       | 11,06       | 1.          | 1.          | 11,11            | 1.               | 1.               | 11,06   |          |
| Vera Anyiszimova                                                                                       | 100 m           | 11,53    | 2.       | 10.*     | 11,33       | 4.          | 10.         | 11,51            | 5.               | 13.              | kiesett | kiesett  |
| Natalja Bocsina                                                                                        | 100 m           | 11,38    | 3.       | 6.       | 11,30       | 3.          | 8.          | 11,38            | 6.               | 9.*              | kiesett | kiesett  |
| Natalja Bocsina                                                                                        | 200 m           | 23,28    | 1.       | 5.       | 22,26       | 1.          | 1.          | 22,75            | 2.               | 6.               | 22,19   |          |
| Ljudmila Maszlakova                                                                                    | 200 m           | 23,49    | 1.       | 11.*     | 23,24       | 2.          | 12.         | 23,27            | 7.               | 14.*             | kiesett | kiesett  |
| Irina Nazarova                                                                                         | 400 m           | 51,66    | 1.       | 6.       |             |             |             | 50,18            | 2.               | 2.               | 50,07   | 4.       |
| Nyina Zjuszkova                                                                                        | 400 m           | 51,42    | 1.       | 4.       |             |             |             | 51,12            | 4.               | 7.               | 50,17   | 5.       |
| Ljudmila Csernova                                                                                      | 400 m           | 51,51    | 3.       | 5.       |             |             |             | 51,30            | 5.               | 8.               | kiesett | kiesett  |
| Olga Minyejeva                                                                                         | 800 m           | 2:01,45  | 2.       | 14.      |             |             |             | 1:57,50          | 1.               | 1.               | 1:54,9  |          |
| Tatyjana Providohina                                                                                   | 800 m           | 1:58,44  | 1.       | 1.       |             |             |             | 1:58,29          | 3.               | 4.               | 1:55,5  |          |
| Nagyija Olizarenko                                                                                     | 800 m           | 1:59,23  | 1.       | 5.       |             |             |             | 1:57,69          | 1.               | 2.               | 1:53,5  |          |
| Nagyija Olizarenko                                                                                     | 1500 m          | 3:59,48  | 2.       | 2.       |             |             |             |                  |                  |                  | 3:59,52 |          |
| Tatyjana Kazankina                                                                                     | 1500 m          | 3:59,12  | 1.       | 1.       |             |             |             |                  |                  |                  | 3:56,56 |          |
| Liubov Szmolka                                                                                         | 1500 m          | 4:04,36  | 1.       | 6.       |             |             |             |                  |                  |                  | 4:01,25 | 6.       |
| Vera Komiszova                                                                                         | 100 m gát       | 12,67    | 1.       | 1.       |             |             |             | 12,78            | 1.               | 3.               | 12,56   |          |
| Irina Litovcsenko                                                                                      | 100 m gát       | 12,97    | 1.       | 5.       |             |             |             | 12,84            | 3.               | 4.               | 12,84   | 6.       |
| Tatyjana Anyiszimova                                                                                   | 100 m gát       | 13,31    | 3.       | 12.      |             |             |             | nem állt rajthoz | nem állt rajthoz | nem állt rajthoz | kiesett | kiesett  |
| Vera Komiszova Ljudmila Maszlakova Vera Anyiszimova Natalja Bocsina                                    | 4 × 100 m váltó |          |          |          |             |             |             |                  |                  |                  | 42,10   |          |
| Tatyjana Prorocsenko Tatyjana Gojscsik Nyina Zjuszkova Irina Nazarova Ljudmila Csernova Olga Minyejeva | 4 × 400 m váltó | 3:25,3   | 1.       | 1.       |             |             |             |                  |                  |                  | 3:20,12 |          |

| Versenyző               | Versenyszám   | Selejtező | Selejtező | Döntő      | Döntő    |
| Versenyző               | Versenyszám   | Eredmény  | Helyezés  | Eredmény   | Helyezés |
| ----------------------- | ------------- | --------- | --------- | ---------- | -------- |
| Marina Sziszojeva       | Magasugrás    | 188 cm    | 1.        | 191 cm     | 5.       |
| Tamara Bikova           | Magasugrás    | 188 cm    | 7.        | 188 cm     | 9.       |
| Marina Szerkova         | Magasugrás    | 180 cm    | 16.       | kiesett    | kiesett  |
| Tatyjana Kolpakova      | Távolugrás    | 670 cm    | 3.        | 706 cm     |          |
| Tatyjana Szkacsko       | Távolugrás    | 656 cm    | 9.        | 701 cm     |          |
| Ligyija Alfejeva        | Távolugrás    | 678 cm    | 1.        | 671 607 cm | 8.       |
| Szvetlana Kracsevszkaja | Súlylökés     |           |           | 21,42 m    |          |
| Nunu Abasidze           | Súlylökés     |           |           | 21,15 m    | 4.       |
| Natalja Akrimenko       | Súlylökés     |           |           | 19,74 m    | 7.       |
| Tatyjana Leszovaja      | Diszkoszvetés | 62,20 m   | 4.        | 67,40 m    |          |
| Galina Murašova         | Diszkoszvetés | 60,32 m   | 7.        | 63,84 m    | 7.       |
| Faina Melnyik           | Diszkoszvetés | 53,76 m   | 16.       | kiesett    | kiesett  |
| Szaida Gunba            | Gerelyhajítás | 63,98 m   | 3.        | 67,76 m    |          |
| Tatyjana Birjulina      | Gerelyhajítás | 59,86 m   | 11.       | 65,08 m    | 6.       |
| Jadviyga Putinienė      | Gerelyhajítás | 62,96 m   | 6.        | 59,94 m    | 11.      |

| Versenyző           | Versenyszám | 100 m gát | 100 m gát | Súlylökés | Súlylökés | Magasugrás | Magasugrás | Távolugrás | Távolugrás | 800 m  | 800 m | Végeredmény | Végeredmény |
| Versenyző           | Versenyszám | Idő       | Pont      | Eredmény  | Pont      | Eredmény   | Pont       | Eredmény   | Pont       | Idő    | Pont  | Pont        | Helyezés    |
| ------------------- | ----------- | --------- | --------- | --------- | --------- | ---------- | ---------- | ---------- | ---------- | ------ | ----- | ----------- | ----------- |
| Nagyija Tkacsenko   | Ötpróba     | 13,29     | 960       | 16,84 m   | 994       | 184 cm     | 1068       | 673 cm     | 1062       | 2:05,2 | 999   | 5083        |             |
| Olga Rukavisnyikova | Ötpróba     | 13,66     | 910       | 14,09 m   | 844       | 188 cm     | 1104       | 679 cm     | 1074       | 2:04,8 | 1005  | 4937        |             |
| Olga Kuragina       | Ötpróba     | 13,26     | 964       | 12,49 m   | 749       | 184 cm     | 1068       | 677 cm     | 1070       | 2:03,6 | 1024  | 4875        |             |

* - egy másik versenyzővel azonos eredményt ért el

*** - három másik versenyzővel azonos eredményt ért el

## Birkózás
Kötöttfogású
| Versenyző               | Versenyszám | 1. forduló                       | 2. forduló                              | 3. forduló                      | 4. forduló                        | 5. forduló                        | Döntő                                                                                         | Helyezés |
| Versenyző               | Versenyszám | Ellenfél Eredmény                | Ellenfél Eredmény                       | Ellenfél Eredmény               | Ellenfél Eredmény                 | Ellenfél Eredmény                 | Ellenfél Eredmény                                                                             | Helyezés |
| ----------------------- | ----------- | -------------------------------- | --------------------------------------- | ------------------------------- | --------------------------------- | --------------------------------- | --------------------------------------------------------------------------------------------- | -------- |
| Zsakszilik Üskempirov   | 48 kg       | Constantin Alexandru (ROU) · 6–2 | Roman Kierpacz (POL) · 13–10            | Seres Ferenc (HUN) · 17–6       | erőnyerő                          | Pavel Hrisztov (BUL) · 12–7       | Hozott eredmények · Constantin Alexandru (ROU) · 6–2 · Seres Ferenc (HUN) · 17–6              |          |
| Vahtang Blagidze        | 52 kg       | Taisto Halonen (FIN) · kétvállas | Babis Kholidis (GRE) · kétvállas        | Mladen Mladenov (BUL) · 7–2     | Antonín Jelínek (TCH) · kétvállas |                                   | Hozott eredmény · Mladen Mladenov (BUL) · 7–2 · 1. mérkőzés · Rácz Lajos (HUN) · 19–1         |          |
| Samil Szerikov          | 57 kg       | Julien Mewis (BEL) · kétvállas   | Mihai Boţilă (ROU) · kétvállas          | Antonino Caltabiano (ITA) · 3–2 | Josef Krysta (TCH) · kizárták     | Benni Ljungbeck (SWE) · kétvállas | Hozott eredmény · Benni Ljungbeck (SWE) · kétvállas · 1. mérkőzés · Józef Lipień (POL) · 11–4 |          |
| Borisz Kramarenko       | 62 kg       | Ivica Frgić (YUG) · 19–1         | erőnyerő                                | Michal Vejsada (TCH) · kizárták | Tóth István (HUN) · kizárták      | Stelios Mygiakis (GRE) · 3–6      | Hozott eredmények · Tóth István (HUN) · kizárták · Stelios Mygiakis (GRE) · 3–6               |          |
| Szuren Nalbandjan       | 68 kg       | Tapio Sipilä (FIN) · kizárták    | Mohamed Moualek (ALG) · kizárták        | Gaál Károly (HUN) · 4–2         | Andrzej Supron (POL) · 2–4        | kiesett                           | kiesett                                                                                       | 4.       |
| Anatolij Bikov          | 74 kg       | Wiesław Dziadura (POL) · 6–5     | Idalberto Barban (CUB) · kizárták       | Vítězslav Mácha (TCH) · 4–2     | Lennart Lundell (SWE) · 10–4      | Janko Sopov (BUL) · 5–4           | 1. mérkőzés · Mikko Huhtala (FIN) · 7–4 · 2. mérkőzés · Kocsis Ferenc (HUN) · kizárták        |          |
| Gennagyij Korban        | 82 kg       | Toma Mihály (HUN) · kizárták     | Mohamed El-Oulabi (SYR) · kétvállas     | Detlef Kühn (GDR) · kétvállas   | Jan Dołgowicz (POL) · 11–4        |                                   | Hozott eredmény · Jan Dołgowicz (POL) · 11–4 · 1. mérkőzés · Pavel Pavlov (BUL) · 13–7        |          |
| Igor Kanigin            | 90 kg       | Sztojan Nikolov (BUL) · kizárták | Petre Dicu (ROU) · kizárták             | Czesław Kwieciński (POL) · 10–2 | Frank Andersson (SWE) · 7–5       | Növényi Norbert (HUN) · 6–7       | Hozott eredmények · Petre Dicu (ROU) · kizárták · Növényi Norbert (HUN) · 6–7                 |          |
| Nyikolaj Balbosin       | 100 kg      | Gáspár Tamás (HUN) · kétvállas   | Vasile Andrei (ROU) · feladta (sérülés) | nem indult                      | kiesett                           | kiesett                           | kiesett                                                                                       | 7.       |
| Alekszandr Kolcsinszkij | +100 kg     | Roman Codreanu (ROU) · kizárták  | Antonio La Penna (ITA) · kétvállas      | Arturo Díaz (CUB) · kétvállas   | Farkas József (HUN) · kizárták    |                                   | 1. mérkőzés · Hassan Bechara (LIB) · kétvállas · 2. mérkőzés · Alekszandar Tomov (BUL) · 4–2  |          |

Szabadfogású
| Versenyző            | Versenyszám | 1. forduló                            | 2. forduló                               | 3. forduló                           | 4. forduló                        | 5. forduló                                  | 6. forduló                         | Döntő | Helyezés |
| Versenyző            | Versenyszám | Ellenfél Eredmény                     | Ellenfél Eredmény                        | Ellenfél Eredmény                    | Ellenfél Eredmény                 | Ellenfél Eredmény                           | Ellenfél Eredmény                  | Ellenfél Eredmény | Helyezés |
| -------------------- | ----------- | ------------------------------------- | ---------------------------------------- | ------------------------------------ | --------------------------------- | ------------------------------------------- | ---------------------------------- | --- | -------- |
| Szergej Kornyilajev  | 48 kg       | Jorge Frias (MEX) · kétvállas         | Khaled El-Ali El-Rifai (SYR) · kétvállas | Rumen Jordanov (BUL) · 8–6           | Bíró László (HUN) · 17–4          | Mahabir Singh (IND) · 21–1                  |                                    | 1. mérkőzés · Claudio Pollio (ITA) · 5–1 · 2. mérkőzés · Csang Szehong (Jang Se-hong) (PRK) · kétvállas                 |          |
| Anatolij Beloglazov  | 52 kg       | Hartmut Reich (GDR) · 14–3            | Nanzadyn Büregdaa (MGL) · 8–4            | Mohamed Hachaichi (ALG) · kétvállas  | Koce Efremov (YUG) · kétvállas    | Nermedin Szelimov (BUL) · kétvállas         | Władysław Stecyk (POL) · kétvállas | Hozott eredmények · Nermedin Szelimov (BUL) · kétvállas · Władysław Stecyk (POL) · kétvállas                            |          |
| Szergej Beloglazov   | 57 kg       | Ivan Cocsev (BUL) · kétvállas         | Antonio La Bruna (ITA) · kétvállas       | Németh Sándor (HUN) · kétvállas      | Wiesław Kończak (POL) · kétvállas | Ri Hophjong (Li Ho-Pyong) (PRK) · kétvállas |                                    | Hozott eredmény · Ri Hophjong (Li Ho-Pyong) (PRK) · kétvállas · 1. mérkőzés · Dugarsürengiin Oyuunbold (MGL) · kizárták |          |
| Magomedgaszan Abusev | 62 kg       | Augustine Atasie (NGR) · kétvállas    | Aurel Şuteu (ROU) · 15–2                 | Ölziibayaryn Nasanjargal (MGL) · 8–4 | Miho Dukov (BUL) · 4–2            | Raúl Cascaret (CUB) · 9–1                   |                                    | Hozott eredmény · Miho Dukov (BUL) · 4–2 · 1. mérkőzés · Georgios Khatziioannidis (GRE) · 14–3                          |          |
| Szajpulla Abszaidov  | 68 kg       | Stanisław Chiliński (POL) · kétvállas | Mazen Tuleimat (SYR) · kétvállas         | Octavian Duşa (ROU) · kétvállas      | Ivan Jankov (BUL) · 6–1           | erőnyerő                                    |                                    | Hozott eredmény · Ivan Jankov (BUL) · 6–1 · 1. mérkőzés · Šaban Sejdi (YUG) · kétvállas                                 |          |
| Pavel Pinyigin       | 74 kg       | Rudolf Marro (SUI) · kétvállas        | Fitz Walker (GBR) · kétvállas            | Ryszard Ścigalski (POL) · kétvállas  | Dan Karabin (TCH) · 11–1          | Jamtsyn Davaajav (MGL) · kizárták           | Valentin Rajcsev (BUL) · kétvállas | kiesett | 4.       |
| Magomedhan Aracilov  | 82 kg       | Armin Weier (GDR) · kétvállas         | Abdul Rahman Mohammed (IRQ) · kétvállas  | Zevegiin Düvchin (MGL) · kizárták    | Henryk Mazur (POL) · kétvállas    | Iszmail Abilov (BUL) · 4–8                  |                                    | Hozott eredmény · Iszmail Abilov (BUL) · 4–8 · 1. mérkőzés · Kovács István (HUN) · 18–                                  |          |
| Szanaszar Oganeszjan | 90 kg       | erőnyerő                              | Rafael Gómez (CUB) · kizárták            | Ivan Ginov (BUL) · 12–6              | Uwe Neupert (GDR) · 9–9           | Dashdorjiin Tserentogtokh (MGL) · kétvállas |                                    | Hozott eredmény · Uwe Neupert (GDR) · 9–9 · 1. mérkőzés · Aleksander Cichoń (POL) · 9–3                                 |          |
| Ilja Mate            | 100 kg      | Santiago Morales (ESP) · kétvállas    | Bárbaro Morgan (CUB) · kizárták          | Bodó Antal (HUN) · kétvállas         | Szlavcso Cservenkov (BUL) · 6–4   | Tomasz Busse (POL) · 9–2                    |                                    | Hozott eredmény · Szlavcso Cservenkov (BUL) · 6–4 1. mérkőzés · Július Strnisko (TCH) · 15–3                            |          |
| Szoszlan Angyijev    | +100 kg     | Roland Gehrke (GDR) · 7–5             | Odnoin Bakhyt (MGL) · kétvállas          | Balla József (HUN) · kizárták        | Mamadou Sakho (SEN) · kétvállas   |                                             |                                    | Hozott eredmény · Balla József (HUN) · kizárták · 1. mérkőzés · Adam Sandurski (POL) · 6–3                              |          |

## Cselgáncs
| Versenyző            | Versenyszám  | Csoport | 32-es főtábla                           | Nyolcaddöntő                    | Negyeddöntő                 | Elődöntő                       | Vigaszág negyeddöntő | Vigaszág elődöntő | Bronz- mérkőzés           | Döntő                         | Helyezés |
| Versenyző            | Versenyszám  | Csoport | Ellenfél Eredmény                       | Ellenfél Eredmény               | Ellenfél Eredmény           | Ellenfél Eredmény              | Ellenfél Eredmény    | Ellenfél Eredmény | Ellenfél Eredmény         | Ellenfél Eredmény             | Helyezés |
| -------------------- | ------------ | ------- | --------------------------------------- | ------------------------------- | --------------------------- | ------------------------------ | -------------------- | ----------------- | ------------------------- | ----------------------------- | -------- |
| Arambij Jemizs       | Légsúly      | B       | Pepi Reiter (AUT) · GY                  | Ahmed Moussa (ALG) · GY         | Yanjmaagiin Dorj (MGL) · GY | Thierry Rey (FRA) · V          |                      |                   | Pavel Petřikov (TCH) · GY |                               |          |
| Nyikolaj Szoloduhin  | Harmatsúly   | A       | Héctor Rodríguez (CUB) · GY             | Jaroslav Kříž (TCH) · GY        | Ilijan Nedkov (BUL) · GY    | Torsten Reißmann (GDR) · GY    |                      |                   |                           | Tsendiin Damdin (MGL) · GY    |          |
| Tamaz Namgalauri     | Könnyűsúly   | B       | Manuel Chavez (CRC) · GY                | Ravdangiin Davaadalai (MGL) · V | kiesett                     | kiesett                        |                      |                   |                           |                               | 12.      |
| Sota Habareli        | Váltósúly    | B       | erőnyerő                                | Harald Heinke (GDR) · GY        | Georgi Petrov (BUL) · GY    | Mircea Frăţică (ROU) · GY      |                      |                   |                           | Juan Ferrer (CUB) ·           |          |
| Aleksandrs Jackēvičs | Középsúly    | A       | Dambajavyn Tsend–Ayuush (MGL) · GY      | Krzysztof Kurczyna (POL) · GY   | Slavko Obadov (YUG) · GY    | Jürg Röthlisberger (SUI) · V   |                      |                   | Bertil Ström (SWE) · GY   |                               |          |
| Tengiz Hubuluri      | Félnehézsúly | A       | Dariusz Nowakowski (POL) · GY           | Daniel Radu (ROU) · GY          | Dietmar Lorenz (GDR) · GY   | Rolando José Tornes (CUB) · GY |                      |                   |                           | Robert Van de Walle (BEL) · V |          |
| Vitalij Kuznyecov    | Nehézsúly    | B       | erőnyerő                                | Radomir Kovačević (YUG) · V     | kiesett                     | kiesett                        |                      |                   |                           |                               | 10.      |
| Szerhij Novikov      | Nyílt        | B       | Kim Mjonggju (Kim Myong-Gyu) (PRK) · GY | Ulf Ekberg (SWE) · GY           | Franz Berger (AUT) · GY     | Angelo Parisi (FRA) · V        |                      |                   | Ozsvár András (HUN) · V   |                               | 5.       |

## Evezés
Férfi
| Versenyző | Versenyszám              | Előfutam | Előfutam | Vigaszág | Vigaszág | Elődöntő | Elődöntő | Döntő | Döntő   | Döntő | Helyezés |
| Versenyző | Versenyszám              | Idő      | Hely.    | Idő      | Hely.    | Idő      | Hely.    | Típus | Idő     | Hely. | Helyezés |
| --- | ------------------------ | -------- | -------- | -------- | -------- | -------- | -------- | ----- | ------- | ----- | -------- |
| Vaszil Jakusa | Egypárevezős             | 7:47,15  | 1.       | erőnyerő | erőnyerő | 7:15,14  | 2.       | A     | 7:11,66 | 2.    |          |
| Alekszandr Fomcsenko Jevgenyij Dulejev | Kétpárevezős             | 7:07,12  | 3.       | 6:37,77  | 1.       |          |          | A     | 6:35,34 | 5.    | 5.       |
| Jurij Pimenov Nyikolaj Pimenov | Kormányos nélküli kettes | 7:25,09  | 1.       | erőnyerő | erőnyerő | 6:52,11  | 1.       | A     | 6:50,50 | 2.    |          |
| Viktor Pereverzev Gennagyij Krjucskin Alekszandr Lukjanov                                                                                                 | Kormányos kettes         | 7:38,49  | 2.       | 7:15,38  | 1.       |          |          | A     | 7:03,35 | 2.    |          |
| Jurij Sapocska Jevgenyij Barbakov Valerij Klesnyov Nikolaj Dovgany                                                                                        | Négypárevezős            | 6:14,67  | 4.       | 5:57,82  | 1.       |          |          | A     | 5:51,47 | 2.    |          |
| Alekszej Kamkin Valerij Dolinyin Alekszandr Kulagin Vitalij Jeliszejev                                                                                    | Kormányos nélküli négyes | 6:31,71  | 1.       | erőnyerő | erőnyerő |          |          | A     | 6:11,81 | 2.    |          |
| Artūrs Garonskis Dimants Krišjānis Dzintars Krišjānis Žoržs Tikmers Juris Bērziņš                                                                         | Kormányos négyes         | 6:50,29  | 3.       | 6:28,14  | 1.       |          |          | A     | 6:19,05 | 2.    |          |
| Viktor Kakosin Andrej Tyiscsenko Olekszandr Tkacsenko Jonas Pinskus Jonas Narmontas Andrej Lugin Alekszandr Mancevics Igor Majsztrenko Hrihorij Dmitrenko | Nyolcas                  | 5:50,76  | 1.       | erőnyerő | erőnyerő |          |          | A     | 5:52,66 | 3.    |          |

Női
| Versenyző | Versenyszám              | Előfutam | Előfutam | Vigaszág | Vigaszág | Elődöntő | Elődöntő | Döntő | Döntő   | Döntő | Helyezés |
| Versenyző | Versenyszám              | Idő      | Hely.    | Idő      | Hely.    | Idő      | Hely.    | Típus | Idő     | Hely. | Helyezés |
| --- | ------------------------ | -------- | -------- | -------- | -------- | -------- | -------- | ----- | ------- | ----- | -------- |
| Antonyina Mahina | Egypárevezős             | 4:13,39  | 3.       | 3:54,10  | 1.       | 3:43,68  | 2.       | A     | 3:41,65 | 2.    |          |
| Jelena Hlopceva Larisza Popova | Kétpárevezős             | 3:25,51  | 1.       | erőnyerő | erőnyerő |          |          | A     | 3:16,27 | 1.    |          |
| Larisza Zavarzina Galina Sztyepanova | Kormányos nélküli kettes | 3:55,08  | 1.       | erőnyerő | erőnyerő |          |          | A     | 4:12,53 | 5.    | 5.       |
| Marija Fagyejeva Galina Szovetnyikova Marina Sztudnyeva Szvetlana Szemjonova Nyina Cseremiszina Natalja Kazak                                                | Kormányos négyes         | 3:28,72  | 2.       | 3:21,51  | 1.       |          |          | A     | 3:20,92 | 3.    |          |
| Antonyina Pusztovit Jelena Matyievszkaja Olga Vaszilcsenko Nagyezsda Ljubimova Nyina Cseremiszina Natalja Kazak                                              | Kormányos négypárevezős  | 3:16,76  | 2.       | 3:19,88  | 2.       |          |          | A     | 3:15,73 | 2.    |          |
| Olga Pivovarova Nyina Umanec Nagyezsda Priscsepa Valentyina Zsulina Tatyjana Sztyecenko Jelena Tyeresina Nyina Preobrazsenszkaja Marija Pazjun Nyina Frolova | Nyolcas                  | 3:11,72  | 1.       | erőnyerő | erőnyerő |          |          | A     | 3:04,29 | 2.    |          |

## Gyeplabda

### Férfi
| Szovjet férfi gyeplabdacsapat-játékoskeret | Szovjet férfi gyeplabdacsapat-játékoskeret |
| --- | --- |
| - Vlagyimir Plesakov - Vjacseszlav Lampejev - Leonyid Pavlovszkij - Szosz Hajrapetjan - Farid Zigangirov - Valerij Beljakov - Szergej Klevcov - Oleg Zagorodnyev | - Alekszandr Guszev - Szergej Plesakov - Mihail Nyicsepurenko - Minneulla Azizov - Alekszandr Szicsov - Alekszandr Mjasznyikov - Viktor Gyeputatov - Alekszandr Goncsarov |

#### Eredmények
Csoportkör
| Csapat              | M | Gy | D | V | G+ | G– | Gk  | P |
| ------------------- | - | -- | - | - | -- | -- | --- | - |
| Spanyolország (ESP) | 5 | 4  | 1 | 0 | 33 | 3  | +30 | 9 |
| India (IND)         | 5 | 3  | 2 | 0 | 39 | 6  | +33 | 8 |
| Szovjetunió (URS)   | 5 | 3  | 0 | 2 | 30 | 11 | +19 | 6 |
| Lengyelország (POL) | 5 | 2  | 1 | 2 | 19 | 15 | +4  | 5 |
| Kuba (CUB)          | 5 | 1  | 0 | 4 | 7  | 42 | –35 | 2 |
| Tanzánia (TAN)      | 5 | 0  | 0 | 5 | 3  | 54 | –51 | 0 |

| 1980. július 20. 17:00 | Spanyolország (ESP) | 2–1 | Szovjetunió (URS) |  |
| 1980. július 20. 17:00 | (1–1)               |     |                   |  |

| 1980. július 21. 11:00 | Szovjetunió (URS) | 11–2 | Kuba (CUB) |  |
| 1980. július 21. 11:00 | (5–1)             |      |            |  |

| 1980. július 23. 17:00 | Szovjetunió (URS) | 5–1 | Lengyelország (POL) |  |
| 1980. július 23. 17:00 | (2–0)             |     |                     |  |

| 1980. július 24. 17:00 | Szovjetunió (URS) | 11–2 | Tanzánia (TAN) |  |
| 1980. július 24. 17:00 | (7–1)             |      |                |  |

| 1980. július 26. 12:45 | India (IND) | 4–2 | Szovjetunió (URS) |  |
| 1980. július 26. 12:45 | (2–0)       |     |                   |  |

Bronzmérkőzés
| 1980. július 29. 15:00 | Szovjetunió (URS) | 2–1 | Lengyelország (POL) |  |
| 1980. július 29. 15:00 | (2–0)             |     |                     |  |

| Csapat            | Helyezés |
| ----------------- | -------- |
| Szovjetunió (URS) |          |

### Női
| Szovjet női gyeplabdacsapat-játékoskeret | Szovjet női gyeplabdacsapat-játékoskeret |
| --- | --- |
| - Galina Inzsuvatova - Nelli Gorbjatkova - Valentyina Zazdravnih - Nagyezsda Ovecskina - Natyella Krasznyikova - Natalja Bikova - Ligyija Glubokova - Galina Vjuzsanyina | - Natalja Buzunova - Lejla Ahmerova - Nagyezsda Filippova - Jelena Gurjeva - Tatyjana Jembahtova - Tatyjana Sviganova - Alina Ham - Ljudmila Frolova |

#### Eredmények
Csoportkör
| 1980. július 25. 17:00 | Szovjetunió (URS) | 2–0 | Csehszlovákia (TCH) |  |
| 1980. július 25. 17:00 | (0–0)             |     |                     |  |

| 1980. július 27. 17:00 | Ausztria (AUT) | 2–0 | Szovjetunió (URS) |  |
| 1980. július 27. 17:00 | (2–0)          |     |                   |  |

| 1980. július 28. 17:00 | Zimbabwe (ZIM) | 2–0 | Szovjetunió (URS) |  |
| 1980. július 28. 17:00 | (1–0)          |     |                   |  |

| 1980. július 30. | Szovjetunió (URS) | 6–0 | Lengyelország (POL) |  |
| 1980. július 30. | (3–0)             |     |                     |  |

| 1980. július 31. 15:30 | Szovjetunió (URS) | 3–1 | India (IND) |  |
| 1980. július 31. 15:30 | (2–0)             |     |             |  |

Végeredmény
| Helyezés | Csapat              | M | Gy | D | V | G+ | G– | Gk  | P |
| -------- | ------------------- | - | -- | - | - | -- | -- | --- | - |
| Arany    | Zimbabwe (ZIM)      | 5 | 3  | 2 | 0 | 13 | 4  | +9  | 8 |
| Ezüst    | Csehszlovákia (TCH) | 5 | 3  | 1 | 1 | 10 | 5  | +5  | 7 |
| Bronz    | Szovjetunió (URS)   | 5 | 3  | 0 | 2 | 11 | 5  | +6  | 6 |
| 4.       | India (IND)         | 5 | 2  | 1 | 2 | 9  | 6  | +3  | 5 |
| 5.       | Ausztria (AUT)      | 5 | 2  | 0 | 3 | 6  | 11 | –5  | 4 |
| 6.       | Lengyelország (POL) | 5 | 0  | 0 | 5 | 0  | 18 | –18 | 0 |

| Csapat            | Helyezés |
| ----------------- | -------- |
| Szovjetunió (URS) |          |

## Íjászat
| Versenyző            | Versenyszám  | 1. forduló | 1. forduló | 2. forduló | 2. forduló | Összesítés | Összesítés |
| Versenyző            | Versenyszám  | Pont       | Hely.      | Pont       | Hely.      | Pont       | Helyezés   |
| -------------------- | ------------ | ---------- | ---------- | ---------- | ---------- | ---------- | ---------- |
| Borisz Iszacsenko    | Férfi egyéni | 1217       | 8.         | 1235       | 1.         | 2452       |            |
| Vlagyimir Jesejev    | Férfi egyéni | 1222       | 3.         | 1210       | 10.        | 2432       | 6.         |
| Ketevan Loszaberidze | Női egyéni   | 1257       | 1.         | 1234       | 1.         | 2491       |            |
| Natalja Butuzova     | Női egyéni   | 1251       | 2.         | 1226       | 3.         | 2477       |            |

## Kajak-kenu
Férfi
| Versenyző                                                                  | Versenyszám         | Előfutam | Előfutam | Előfutam | Vigaszág | Vigaszág | Vigaszág | Elődöntő | Elődöntő | Elődöntő | Döntő   | Döntő    |
| Versenyző                                                                  | Versenyszám         | Idő      | Hely.    | Össz.    | Idő      | Hely.    | Össz.    | Idő      | Hely.    | Össz.    | Idő     | Helyezés |
| -------------------------------------------------------------------------- | ------------------- | -------- | -------- | -------- | -------- | -------- | -------- | -------- | -------- | -------- | ------- | -------- |
| Vlagyimir Parfenovics                                                      | Kajak egyes 500 m   | 1:44,80  | 1.       | 2.       | erőnyerő | erőnyerő | erőnyerő | 1:43,24  | 1.       | 1.       | 1:43,43 |          |
| Ramutis Višinskis                                                          | Kajak egyes 1000 m  | 3:48,57  | 4.       | 10.      | 3:50,29  | 1.       | 1.       | 3:54,52  | 4.       | 8.       | kiesett | kiesett  |
| Vlagyimir Parfenovics Szerhij Csuhraj                                      | Kajak kettes 500 m  | 1:33,75  | 1.       | 1.       | erőnyerő | erőnyerő | erőnyerő | 1:34,71  | 1.       | 1.       | 1:32,38 |          |
| Vlagyimir Parfenovics Szerhij Csuhraj                                      | Kajak kettes 1000 m | 3:24,61  | 1.       | 1.       | erőnyerő | erőnyerő | erőnyerő | 3:35,81  | 1.       | 3.       | 3:26,72 |          |
| Gennagyij Mahnyov Szerhij Nahornij Alekszandr Avgyejev Vlagyimir Tajnyikov | Kajak négyes 1000 m | 3:02,70  | 1.       | 1.       | erőnyerő | erőnyerő | erőnyerő |          |          |          | 3:19,83 | 7.       |
| Szergej Posztrehin                                                         | Kenu egyes 500 m    | 1:54,13  | 1.       | 1.       | erőnyerő | erőnyerő | erőnyerő |          |          |          | 1:53,37 |          |
| Szergej Posztrehin                                                         | Kenu egyes 1000 m   | 4:07,39  | 3.       | 7.       | erőnyerő | erőnyerő | erőnyerő |          |          |          | 4:13,53 |          |
| Szerhij Petrenko Alekszandr Vinogradov                                     | Kenu kettes 500 m   | 1:44,54  | 3.       | 3.       | erőnyerő | erőnyerő | erőnyerő |          |          |          | 1:46,95 | 6.       |
| Vaszil Jurcsenko Jurij Lobanov                                             | Kenu kettes 1000 m  | 3:41,32  | 2.       | 2.       | erőnyerő | erőnyerő | erőnyerő |          |          |          | 3:51,28 |          |

Női
| Versenyző                 | Versenyszám        | Előfutam | Előfutam | Előfutam | Vigaszág | Vigaszág | Vigaszág | Döntő   | Döntő    |
| Versenyző                 | Versenyszám        | Idő      | Hely.    | Össz.    | Idő      | Hely.    | Össz.    | Idő     | Helyezés |
| ------------------------- | ------------------ | -------- | -------- | -------- | -------- | -------- | -------- | ------- | -------- |
| Antonyina Melnyikova      | Kajak egyes 500 m  | 1:58,74  | 3.       | 3.       | erőnyerő | erőnyerő | erőnyerő | 1:59,66 |          |
| Galina Kreft Nyina Gopova | Kajak kettes 500 m | 1:47,07  | 1.       | 2.       | erőnyerő | erőnyerő | erőnyerő | 1:46,91 |          |

## Kerékpározás

### Országúti kerékpározás
Férfi
| Versenyző                                                  | Versenyszám     | Idő             | Helyezés |
| ---------------------------------------------------------- | --------------- | --------------- | -------- |
| Szergej Szuhorucsenkov                                     | Mezőnyverseny   | 4:48:29         |          |
| Jurij Barinov                                              | Mezőnyverseny   | 4:51:27 (+2:58) |          |
| Anatolij Jarkin                                            | Mezőnyverseny   | 4:56:55 (+8:26) | 6.       |
| Jurij Kasirin                                              | Mezőnyverseny   | 4:57:39 (+9:10) | 23.      |
| Jurij Kasirin Oleg Logvin Szergej Selpakov Anatolij Jarkin | Csapat időfutam | 2:01:21,74      |          |

### Pálya-kerékpározás
Sprintverseny
| Versenyző       | Versenyszám  | 1. forduló                         | 1. forduló | Vigaszág               | Vigaszág | Döntő                  | Döntő | 2. forduló                 | 2. forduló | Vigaszág             | Vigaszág | Nyolcaddöntő           | Nyolcaddöntő | Vigaszág                     | Vigaszág | Döntő                | Döntő | Negyeddöntő                         | 5–8. helyért           | 5–8. helyért | Elődöntő                          | Döntő                                           | Helyezés |
| Versenyző       | Versenyszám  | Ellenfelek Győztes idő             | Hely       | Ellenfelek Győztes idő | Hely     | Ellenfelek Győztes idő | Hely  | Ellenfél Győztes idő       | Hely       | Ellenfél Győztes idő | Hely     | Ellenfelek Győztes idő | Hely         | Ellenfelek Győztes idő       | Hely     | Ellenfél Győztes idő | Hely  | Ellenfél Győztes idő                | Ellenfelek Győztes idő | Hely         | Ellenfél Győztes idő              | Ellenfél Győztes idő                            | Helyezés |
| --------------- | ------------ | ---------------------------------- | ---------- | ---------------------- | -------- | ---------------------- | ----- | -------------------------- | ---------- | -------------------- | -------- | ---------------------- | ------------ | ---------------------------- | -------- | -------------------- | ----- | ----------------------------------- | ---------------------- | ------------ | --------------------------------- | ----------------------------------------------- | -------- |
| Szergej Kopilov | Férfi egyéni | Paul Ahokas (FIN) · verseny nélkül | 1.         |                        |          |                        |       | James Joseph (GUY) · 10,55 | 1.         |                      |          |                        |              | Kenrick Tucker (AUS) · 10,71 | 1.       |                      |       | Ottavio Dazzan (ITA) · 10,76; 11,00 |                        |              | Lutz Heßlich (GDR) · 11,60; 11,24 | Bronzmérkőzés · Anton Tkáč (TCH) · 10,56; 10,47 |          |

Időfutam
| Név                 | Versenyszám  | Idő      | Helyezés |
| ------------------- | ------------ | -------- | -------- |
| Alekszandr Panfilov | Férfi egyéni | 1:04,845 |          |

Üldözőversenyek
| Versenyző                                                                             | Versenyszám  | Selejtező | Selejtező | Negyeddöntő                                                                                 | Negyeddöntő | Elődöntő                                                                               | Elődöntő  | Döntő                                                                                     | Döntő     | Helyezés |
| Versenyző                                                                             | Versenyszám  | Idő       | Hely.     | Ellenfél Idő                                                                                | Saját idő   | Ellenfél Idő                                                                           | Saját idő | Ellenfél Idő                                                                              | Saját idő | Helyezés |
| ------------------------------------------------------------------------------------- | ------------ | --------- | --------- | ------------------------------------------------------------------------------------------- | ----------- | -------------------------------------------------------------------------------------- | --------- | ----------------------------------------------------------------------------------------- | --------- | -------- |
| Vlagyimir Oszokin                                                                     | Férfi egyéni | 4:41,51   | 5.        | Robert Dill-Bundi (SUI) · 4:34,92                                                           | 4:38,17     | kiesett                                                                                | kiesett   | kiesett                                                                                   | kiesett   | 5.       |
| Viktor Manakov Valerij Movcsan Vlagyimir Oszokin Vitalij Petrakov Alekszandr Krasznov | Férfi csapat | 4:16,62   | 1.        | Ausztrália (AUS) · Colin Fitzgerald · Kevin Nichols · Kelvin Poole · Garry Sutton · 4:22,02 | 4:14,64     | Csehszlovákia (TCH) · Teodor Černý · Martin Penc · Jiří Pokorný · Igor Sláma · 4:32,68 | 4:26,52   | NDK (GDR) · Gerald Mortag · Uwe Unterwalder · Matthias Wiegand · Volker Winkler · 4:19,67 | 4:15,70   |          |

## Kézilabda

### Férfi
| Szovjet férfi kézilabdacsapat-játékoskeret                                                                                           | Szovjet férfi kézilabdacsapat-játékoskeret |
| --- | --- |
| - Migajlo Iscsenko - Nyikolaj Tomin - Viktor Mahorin - Vlagyimir Belov - Alekszandr Anpilogov - Jevgenyij Csernyisov - Alekszej Zsuk | - Voldemaras Novickis - Szergej Kusnirjuk - Alekszandr Karsakevics - Anatolij Fegyukin - Jurij Kigyajev - Vlagyimir Kravcov - Vlagyimir Repjev |

#### Eredmények
Csoportkör
B csoport
| Csapat            | M | Gy | D | V | G+  | G–  | Gk   | P |
| ----------------- | - | -- | - | - | --- | --- | ---- | - |
| Szovjetunió (URS) | 5 | 4  | 0 | 1 | 134 | 75  | +59  | 8 |
| Jugoszlávia (YUG) | 5 | 4  | 0 | 1 | 132 | 92  | +40  | 8 |
| Románia (ROU)     | 5 | 4  | 0 | 1 | 119 | 88  | +31  | 8 |
| Svájc (SUI)       | 5 | 2  | 0 | 3 | 110 | 98  | +12  | 4 |
| Algéria (ALG)     | 5 | 1  | 0 | 4 | 94  | 124 | –30  | 2 |
| Kuvait (KUW)      | 5 | 0  | 0 | 5 | 64  | 176 | –112 | 0 |

| 1980. július 20. 20:00 | Szovjetunió (URS) | 22–15 | Svájc (SUI) |  |
| 1980. július 20. 20:00 | (13–8)            |       |             |  |
| 1980. július 20. 20:00 |                   |       |             |  |

| 1980. július 22. 18:30 | Szovjetunió (URS) | 38–11 | Kuvait (KUW) |  |
| 1980. július 22. 18:30 | (22–5)            |       |              |  |
| 1980. július 22. 18:30 |                   |       |              |  |

| 1980. július 24. 18:30 | Szovjetunió (URS) | 33–10 | Algéria (ALG) |  |
| 1980. július 24. 18:30 | (16–3)            |       |               |  |
| 1980. július 24. 18:30 |                   |       |               |  |

| 1980. július 26. 20:00 | Románia (ROU) | 22–19 | Szovjetunió (URS) |  |
| 1980. július 26. 20:00 | (9–15)        |       |                   |  |
| 1980. július 26. 20:00 |               |       |                   |  |

| 1980. július 28. 20:00 | Szovjetunió (URS) | 22–17 | Jugoszlávia (YUG) |  |
| 1980. július 28. 20:00 | (12–9)            |       |                   |  |
| 1980. július 28. 20:00 |                   |       |                   |  |

Döntő
| 1980. július 30. 18:30 | NDK (GDR)      | 23–22 (h. u.) | Szovjetunió (URS) |  |
| 1980. július 30. 18:30 | (10–10, 20–20) |               |                   |  |
| 1980. július 30. 18:30 |                |               |                   |  |

| Csapat            | Helyezés |
| ----------------- | -------- |
| Szovjetunió (URS) |          |

### Női
| Szovjet női kézilabdacsapat-játékoskeret                                                                                                 | Szovjet női kézilabdacsapat-játékoskeret                                                                     |
| --- | --- |
| - Natalija Sersztyuk - Ljubov Odinokova - Zinajida Turcsina - Tatjana Kocserhina - Ljudmila Bobrusz - Larisza Karlova - Aldona Nenėnienė | - Irina Palcsikova - Larisza Szavkina - Julija Szafina - Olga Zubareva - Valentyina Berzina - Sigita Strečen |

#### Eredmények
Csoportkör
| 1980. július 21. 17:00 | Szovjetunió (URS) | 30–11 | Kongói Népköztársaság (CGO) |  |
| 1980. július 21. 17:00 | (17–4)            |       |                             |  |
| 1980. július 21. 17:00 |                   |       |                             |  |

| 1980. július 23. 17:00 | Szovjetunió (URS) | 17–7 | Csehszlovákia (TCH) |  |
| 1980. július 23. 17:00 | (8–4)             |      |                     |  |
| 1980. július 23. 17:00 |                   |      |                     |  |

| 1980. július 25. 17:00 | Szovjetunió (URS) | 16–12 | Magyarország (HUN) |  |
| 1980. július 25. 17:00 | (9–5)             |       |                    |  |
| 1980. július 25. 17:00 |                   |       |                    |  |

| 1980. július 27. 17:00 | Szovjetunió (URS) | 18–9 | Jugoszlávia (YUG) |  |
| 1980. július 27. 17:00 | (10–4)            |      |                   |  |
| 1980. július 27. 17:00 |                   |      |                   |  |

| 1980. július 29. 18:30 | NDK (GDR) | 13–18 | Szovjetunió (URS) |  |
| 1980. július 29. 18:30 | (6–7)     |       |                   |  |
| 1980. július 29. 18:30 |           |       |                   |  |

Végeredmény
| Helyezés | Csapat                      | M | Gy | D | V | G+  | G–  | Gk   | P  |
| -------- | --------------------------- | - | -- | - | - | --- | --- | ---- | -- |
| Arany    | Szovjetunió (URS)           | 5 | 5  | 0 | 0 | 99  | 52  | +47  | 10 |
| Ezüst    | Jugoszlávia (YUG)           | 5 | 3  | 1 | 1 | 107 | 67  | +40  | 7  |
| Bronz    | NDK (GDR)                   | 5 | 3  | 1 | 1 | 91  | 58  | +33  | 7  |
| 4.       | Magyarország (HUN)          | 5 | 1  | 1 | 3 | 80  | 74  | +6   | 3  |
| 5.       | Csehszlovákia (TCH)         | 5 | 1  | 1 | 3 | 65  | 78  | –13  | 3  |
| 6.       | Kongói Népköztársaság (CGO) | 5 | 0  | 0 | 5 | 46  | 159 | –113 | 0  |

| Csapat            | Helyezés |
| ----------------- | -------- |
| Szovjetunió (URS) |          |

## Kosárlabda

### Férfi
| Szovjet férfi kosárlabdacsapat-játékoskeret                                                                                   | Szovjet férfi kosárlabdacsapat-játékoskeret                                                                                |
| --- | --- |
| - Sztanyiszlav Jerjomin - Valerij Miloszerdov - Szergej Tarakanov - Olekszandr Szalnikov - Andrej Lopatov - Nikoloz Deriugini | - Szergej Belov - Volodimir Tkacsenko - Anatolij Miskin - Sergėjus Jovaiša - Olekszandr Bilosztyinnij - Vlagyimir Zsigilij |

#### Eredmények
Csoportkör
A csoport
| Csapat              | M | Gy | V | P+  | P–  | Pk   |
| ------------------- | - | -- | - | --- | --- | ---- |
| Szovjetunió (URS)   | 3 | 3  | 0 | 321 | 235 | +86  |
| Brazília (BRA)      | 3 | 2  | 1 | 297 | 235 | +62  |
| Csehszlovákia (TCH) | 3 | 1  | 2 | 285 | 236 | +49  |
| India (IND)         | 3 | 0  | 3 | 194 | 391 | –197 |

| 1980. július 20. | Szovjetunió (URS) | 121–65 | India (IND) |  |
| 1980. július 20. | (60–38)           |        |             |  |

| 1980. július 21. | Szovjetunió (URS) | 101–88 | Brazília (BRA) |  |
| 1980. július 21. | (48–42)           |        |                |  |

| 1980. július 23. | Szovjetunió (URS) | 99–82 | Csehszlovákia (TCH) |  |
| 1980. július 23. | (46–40)           |       |                     |  |

Középdöntő
- A táblázat tartalmazza
  - az A csoportban lejátszott Szovjetunió–Brazília 101–88-as,
  - a B csoportban lejátszott Jugoszlávia–Spanyolország 95–91-es,
  - a C csoportban lejátszott Olaszország–Kuba 79–72-es eredményét is.

| Csapat              | M | Gy | V | P+  | P–  | Pk  |
| ------------------- | - | -- | - | --- | --- | --- |
| Jugoszlávia (YUG)   | 5 | 5  | 0 | 506 | 442 | +64 |
| Olaszország (ITA)   | 5 | 3  | 2 | 419 | 438 | –19 |
| Szovjetunió (URS)   | 5 | 3  | 2 | 505 | 468 | +37 |
| Spanyolország (ESP) | 5 | 2  | 3 | 488 | 485 | +3  |
| Brazília (BRA)      | 5 | 2  | 3 | 448 | 477 | –29 |
| Kuba (CUB)          | 5 | 0  | 5 | 434 | 490 | –56 |

| 1980. július 25. | Szovjetunió (URS) | 119–102 | Spanyolország (ESP) |  |
| 1980. július 25. | (53–44)           |         |                     |  |

| 1980. július 26. | Olaszország (ITA) | 87–85 | Szovjetunió (URS) |  |
| 1980. július 26. | (47–39)           |       |                   |  |

| 1980. július 27. | Jugoszlávia (YUG) | 101–91 | Szovjetunió (URS) |  |
| 1980. július 27. | (48–42)           |        |                   |  |

| 1980. július 29. | Szovjetunió (URS) | 109–90 | Kuba (CUB) |  |
| 1980. július 29. | (61–40)           |        |            |  |

Bronzmérkőzés
| 1980. július 30. | Szovjetunió (URS) | 117–74 | Spanyolország (ESP) |  |
| 1980. július 30. | (51–38)           |        |                     |  |

| Csapat            | Helyezés |
| ----------------- | -------- |
| Szovjetunió (URS) |          |

### Női
| Szovjet női kosárlabdacsapat-játékoskeret                                                                             | Szovjet női kosárlabdacsapat-játékoskeret                                                                            |
| --- | --- |
| - Angelė Rupšienė - Tetyana Nadirova - Olga Korosztyeljova - Tatyjana Ovecskina - Nagyezsda Olhova - Uļjana Semjonova | - Nyelli Ferjabnyikova - Olga Szuharnova - Ljubov Sarmaj - Vida Beselienė - Ljudmila Rogozsina - Taccjana Ivinszkaja |

#### Eredmények
Csoportkör
| Csapat             | M | Gy | V | P+  | P–  | Pk   |
| ------------------ | - | -- | - | --- | --- | ---- |
| Szovjetunió (URS)  | 5 | 5  | 0 | 553 | 316 | +237 |
| Bulgária (BUL)     | 5 | 4  | 1 | 440 | 405 | +35  |
| Jugoszlávia (YUG)  | 5 | 3  | 2 | 356 | 364 | –8   |
| Magyarország (HUN) | 5 | 2  | 3 | 344 | 407 | –63  |
| Kuba (CUB)         | 5 | 1  | 4 | 346 | 403 | –57  |
| Olaszország (ITA)  | 5 | 0  | 5 | 308 | 452 | –144 |

| 1980. július 20. | Szovjetunió (URS) | 97–62 | Jugoszlávia (YUG) |  |
| 1980. július 20. | (58–27)           |       |                   |  |

| 1980. július 22. | Szovjetunió (URS) | 122–83 | Bulgária (BUL) |  |
| 1980. július 22. | (69–42)           |        |                |  |

| 1980. július 24. | Szovjetunió (URS) | 119–53 | Olaszország (ITA) |  |
| 1980. július 24. | (55–25)           |        |                   |  |

| 1980. július 26. | Szovjetunió (URS) | 95–56 | Kuba (CUB) |  |
| 1980. július 26. | (55–17)           |       |            |  |

| 1980. július 28. | Szovjetunió (URS) | 120–62 | Magyarország (HUN) |  |
| 1980. július 28. | (63–34)           |        |                    |  |

Döntő
| 1980. július 30. | Szovjetunió (URS) | 104–73 | Bulgária (BUL) |  |
| 1980. július 30. | (61–41)           |        |                |  |

| Csapat            | Helyezés |
| ----------------- | -------- |
| Szovjetunió (URS) |          |

## Labdarúgás
| Szovjet labdarúgócsapat-játékoskeret | Szovjet labdarúgócsapat-játékoskeret |
| --- | --- |
| - Rinat Daszajev - Tengiz Szulakvelidze - Alekszandr Csivadze - Vagiz Higyijatullin - Oleg Romanzev - Szergej Savlo - Szerhij Andrjejev - Volodimir Bezszonov - Jurij Gavrilov | - Fjodor Cserenkov - Valerij Gazzajev - Szerhij Baltacsa - Horen Hovhanniszján - Volodimir Pilhuj - Szergej Nyikulin - Aljakszandr Prakapenka - Revaz Cselebadze |

### Eredmények
Csoportkör
A csoport
| Csapat      | M | Gy | D | V | G+ | G– | Gk  | P |
| ----------- | - | -- | - | - | -- | -- | --- | - |
| Szovjetunió | 3 | 3  | 0 | 0 | 15 | 1  | +14 | 6 |
| Kuba        | 3 | 2  | 0 | 1 | 3  | 9  | –6  | 4 |
| Venezuela   | 3 | 1  | 0 | 2 | 3  | 7  | –4  | 2 |
| Zambia      | 3 | 0  | 0 | 3 | 2  | 6  | –4  | 0 |

| 1980. július 20. 12:00 |

| Szovjetunió (URS)                                         | 4–0               | Venezuela |
| --------------------------------------------------------- | ----------------- | --------- |
| Andrjejev 3' Cserenkov 25' Gavrilov 34' Hovhanniszján 51' | (3–0) Jegyzőkönyv |           |

| Lenin Stadion, Moszkva Játékvezető: Franz Wöhrer (osztrák) |

| 1980. július 22. 12:00 |

| Szovjetunió (URS)                  | 3–1               | Zambia      |
| ---------------------------------- | ----------------- | ----------- |
| Higyijatullin 9' 51' Cserenkov 87' | (1–1) Jegyzőkönyv | Chitalu 13' |

| Lenin Stadion, Moszkva Játékvezető: Marwan Arafat (iraki) |

| 1980. július 24. 12:00 |

| Szovjetunió (URS)                                                                    | 8–0               | Kuba |
| ------------------------------------------------------------------------------------ | ----------------- | ---- |
| Andrjejev 8' 27' 44' Romancev 20' Savlo 43' Cserenkov 55' Gavrilov 75' Bezszonov 77' | (5–0) Jegyzőkönyv |      |

| Dinamo Stadium, Moszkva Játékvezető: Bob Valentine (skót) |

Negyeddöntő
| 1980. július 27. 12:00 |

| Szovjetunió (URS)          | 2–1               | Kuvait     |
| -------------------------- | ----------------- | ---------- |
| Cserenkov 30' Gavrilov 51' | (1–0) Jegyzőkönyv | Sultan 59' |

| Dinamo Stadion, Moszkva Nézőszám: 48 000 Játékvezető: Mario Rubio Vazquez (mexikói) |

Elődöntő
| 1980. július 29. 12:00 |

| Szovjetunió (URS) | 0–1               | NDK      |
| ----------------- | ----------------- | -------- |
|                   | (0–1) Jegyzőkönyv | Netz 16' |

| Lenin Stadion, Moszkva Nézőszám: 95 000 Játékvezető: Ulf Eriksson (svéd) |

Bronzmérkőzés
| 1980. augusztus 1. 12:00 |

| Szovjetunió (URS)               | 2–0               | Jugoszlávia |
| ------------------------------- | ----------------- | ----------- |
| Hovhanniszján 67' Andrjejev 82' | (0–0) Jegyzőkönyv |             |

| Dinamo Stadion, Moszkva Nézőszám: 45 000 Játékvezető: Bob Valentine (skót) |

| Csapat            | Helyezés |
| ----------------- | -------- |
| Szovjetunió (URS) |          |

## Lovaglás
Díjlovaglás
| Versenyző                                   | Ló           | Versenyszám | Selejtező | Selejtező | Döntő | Döntő    |
| Versenyző                                   | Ló           | Versenyszám | Pont      | Hely.     | Pont  | Helyezés |
| ------------------------------------------- | ------------ | ----------- | --------- | --------- | ----- | -------- |
| Jurij Kovsov                                | Igrok        | Egyéni      | 1588      | 2.        | 1300  |          |
| Viktor Ugrjumov                             | Shkval       | Egyéni      | 1541      | 3.        | 1234  |          |
| Vera Miszevics                              | Plot         | Egyéni      | 1254      | 6.        | 1231  | 4.       |
| Jurij Kovsov Viktor Ugrjumov Vera Miszevics | lásd fentebb | Csapat      |           |           | 4,383 |          |

Díjugratás
| Versenyző                                                                  | Ló                          | Versenyszám | 1. forduló | 1. forduló | 2. forduló | 2. forduló | Összesen | Összesen |
| Versenyző                                                                  | Ló                          | Versenyszám | Pont       | Hely.      | Pont       | Hely.      | Pont     | Helyezés |
| -------------------------------------------------------------------------- | --------------------------- | ----------- | ---------- | ---------- | ---------- | ---------- | -------- | -------- |
| Nyikolaj Korolkov                                                          | Espadron                    | Egyéni      | 4,00       | 1.         | 5,50       | 4.         | 9,50     |          |
| Viktor Poganovszkij                                                        | Topky                       | Egyéni      | 4,00       | 1.         | 11,50      | 7.         | 15,50    | 5.       |
| Vjacseszlav Csukanov                                                       | Gepatit                     | Egyéni      | 12,00      | 7.         | 12,75      | 11.        | 24,75    | 9.       |
| Vjacseszlav Csukanov Viktor Poganovszkij Viktor Aszmajev Nyikolaj Korolkov | Gepatit Topky Reis Espadron | Csapat      | 16,00      | 1.         | 4,25       | 1.         | 20,25    |          |

Lovastusa
| Versenyző                                                          | Ló           | Versenyszám | Díjlovaglás | Díjlovaglás | Tereplovaglás | Tereplovaglás | Díjugratás | Díjugratás | Végeredmény | Végeredmény |
| Versenyző                                                          | Ló           | Versenyszám | Bünt.       | Hely.       | Bünt.         | Hely.         | Bünt.      | Hely.      | Bünt.       | Helyezés    |
| ------------------------------------------------------------------ | ------------ | ----------- | ----------- | ----------- | ------------- | ------------- | ---------- | ---------- | ----------- | ----------- |
| Alekszandr Blinov                                                  | Galzun       | Egyéni      | 64,40       | 18.         | 56,40         | 2.            | 0,00       | 1.         | 120,80      |             |
| Jurij Szalnyikov                                                   | Pintset      | Egyéni      | 53,00       | 4.          | 93,60         | 3.            | 5,00       | 5.         | 151,60      |             |
| Valerij Volkov                                                     | Tskheti      | Egyéni      | 54,00       | 6.          | 125,60        | 5.            | 5,00       | 5.         | 184,60      | 4.          |
| Szergej Rogozsin                                                   | Gelespont    | Egyéni      | 57,00       | 11.         | 266,80        | 13.           | 15,00      | 13.        | 338,80      | 11.         |
| Alekszandr Blinov Jurij Szalnyikov Valerij Volkov Szergej Rogozsin | lásd fentebb | Csapat      | 164,00      | 2.          | 275,60        | 1.            | 10,00      | 1.         | 457,00      |             |

## Műugrás
Férfi
| Versenyző            | Versenyszám        | Selejtező | Selejtező | Döntő   | Döntő    |
| Versenyző            | Versenyszám        | Pont      | Helyezés  | Pont    | Helyezés |
| -------------------- | ------------------ | --------- | --------- | ------- | -------- |
| Alekszandr Portnov   | Egyéni műugrás     | 580,110   | 2.        | 905,025 |          |
| Alekszandr Koszenkov | Egyéni műugrás     | 558,900   | 4.        | 855,120 | 5.       |
| Vjacseszlav Trosin   | Egyéni műugrás     | 552,420   | 7.        | 820,050 | 7.       |
| Vlagyimir Alejnyik   | Egyéni toronyugrás | 539,070   | 2.        | 819,705 |          |
| David Ambarcumjan    | Egyéni toronyugrás | 518,820   | 4.        | 817,440 |          |
| Szergej Nyemcanov    | Egyéni toronyugrás | 487,200   | 8.        | 775,860 | 7.       |

Női
| Versenyző           | Versenyszám        | Selejtező | Selejtező | Döntő   | Döntő    |
| Versenyző           | Versenyszám        | Pont      | Helyezés  | Pont    | Helyezés |
| ------------------- | ------------------ | --------- | --------- | ------- | -------- |
| Irina Kalinyina     | Egyéni műugrás     | 478,860   | 1.        | 725,910 |          |
| Zsanna Cirulnyikova | Egyéni műugrás     | 454,350   | 2.        | 673,665 | 4.       |
| Irina Szidorova     | Egyéni műugrás     | 432,570   | 5.        | 650,265 | 7.       |
| Szirvard Emirzjan   | Egyéni toronyugrás | 381,990   | 1.        | 576,465 |          |
| Liana Cotadze       | Egyéni toronyugrás | 360,870   | 2.        | 575,925 |          |
| Jelena Matyjusenko  | Egyéni toronyugrás | 351,000   | 6.        | 540,180 | 5.       |

## Ökölvívás
| Versenyző            | Versenyszám   | Selejtező         | 32-es főtábla                    | Nyolcaddöntő                            | Negyeddöntő                               | Elődöntő                              | Döntő                            | Helyezés |
| Versenyző            | Versenyszám   | Ellenfél Eredmény | Ellenfél Eredmény                | Ellenfél Eredmény                       | Ellenfél Eredmény                         | Ellenfél Eredmény                     | Ellenfél Eredmény                | Helyezés |
| -------------------- | ------------- | ----------------- | -------------------------------- | --------------------------------------- | ----------------------------------------- | ------------------------------------- | -------------------------------- | -------- |
| Samil Szabirov       | Papírsúly     |                   | erőnyerő                         | Joao Manuel Miguel (POR) · 5:0          | Dietmar Geilich (GDR) · 4:1               | Ri Bjonguk (Ri Byeong-uk) (PRK) · 5:0 | Hipólito Ramos (CUB) · 3:2       |          |
| Viktor Mirosnicsenko | Légsúly       |                   | erőnyerő                         | Jorge Hernández Padrón (CUB) · 4:1      | Henryk Średnicki (POL) · 5:0              | Váradi János (HUN) · 4:1              | Petar Leszov (BUL) · RSC         |          |
| Szamszon Hacsatrjan  | Harmatsúly    | erőnyerő          | Andrés Tena (DOM) · 5:0          | Joseph Ahanda (CMR) · 5:0               | Dumitru Cipere (ROU) · 1:4                | kiesett                               | kiesett                          | 5.       |
| Viktor Ribakov       | Pehelysúly    | erőnyerő          | Daniel Londas (FRA) · 5:0        | Peter Hanlon (GBR) · 5:0                | Cacso Andrejkovski (BUL) · 4:1            | Rudi Fink (GDR) · 1:4                 | kiesett                          |          |
| Viktor Gyemjanyenko  | Könnyűsúly    |                   | Mohamed Bangura (SLE) · kizárták | Csong Dzsoung (Jong Jo-Ung) (PRK) · 5:0 | Jordan Leszov (BUL) · 5:0                 | Richard Nowakowski (GDR) · RSC        | Angel Herrera (CUB) · RSC        |          |
| Szerik Konakbajev    | Kisváltósúly  |                   | Simion Cuţov (ROU) · 5:0         | Bácskai Imre (HUN) · feladta            | José Angel Molina (PUR) · mérkőzés nélkül | José Aguilar (CUB) · 4:1              | Patrizio Oliva (ITA) · 1:4       |          |
| Iszrail Akobkohjan   | Váltósúly     |                   | erőnyerő                         | Andrés Aldama (CUB) · 2:3               | kiesett                                   | kiesett                               | kiesett                          | 9.       |
| Alekszandr Koskin    | Nagyváltósúly |                   | erőnyerő                         | Salah Jassim Beden (IRQ) · KO           | Nicky Wilshire (GBR) · KO                 | Detlef Kästner (GDR) · 5:0            | Armando Martínez (CUB) · 1:4     |          |
| Viktor Szavcsenko    | Középsúly     |                   | Damir Škaro (YUG) · RSC          | Robert Pfitscher (AUT) · RSC            | Manfred Trauten (GDR) · RSC               | Jerzy Rybicki (POL) · RSC             | José Gómez Mustelier (CUB) · 1:4 |          |
| Davit Kvacsadze      | Félnehézsúly  |                   |                                  | Andy Straughn (GBR) · RSC               | Slobodan Kačar (YUG) · 1:4                | kiesett                               | kiesett                          | 5.       |
| Pjotr Zajev          | Nehézsúly     |                   |                                  | Aziz Salihu (YUG) · 5:0                 | Francesco Damiani (ITA) · 5:0             | Jürgen Fanghänel (GDR) · 5:0          | Teófilo Stevenson (CUB) · 1:4    |          |

## Öttusa
| Versenyző                                             | Versenyszám | Lovaglás | Lovaglás | Lovaglás | Lovaglás | Vívás    | Vívás | Vívás | Lövészet | Lövészet | Lövészet | Úszás    | Úszás | Úszás | Futás   | Futás | Futás | Összesen    | Összesen |
| Versenyző                                             | Versenyszám | Idő      | Bünt.    | Pont     | Hely.    | Eredmény | Pont  | Hely. | Pontszám | Pont     | Hely.    | Idő      | Pont  | Hely. | Idő     | Pont  | Hely. | Összes pont | Helyezés |
| ----------------------------------------------------- | ----------- | -------- | -------- | -------- | -------- | -------- | ----- | ----- | -------- | -------- | -------- | -------- | ----- | ----- | ------- | ----- | ----- | ----------- | -------- |
| Anatolij Sztarosztyin                                 | Egyéni      | 2:00,9   | 32       | 1068     | 13.      | 29–13    | 1000  | 4.    | 199      | 1110     | 2.       | 3:27,418 | 1216  | 10.   | 13:17,2 | 1174  | 8.    | 5568        |          |
| Pavel Lednyov                                         | Egyéni      | 2:01,8   | 74       | 1026     | 21.      | 30–12    | 1026  | 2.    | 195      | 1022     | 13.      | 3:41,494 | 1104  | 31.   | 13:07,7 | 1204  | 4.    | 5382        |          |
| Jevgenyij Lipejev                                     | Egyéni      | 1:59,0   | 0        | 1100     | 5.       | 24–18    | 870   | 11.   | 186      | 824      | 40.      | 3:25,358 | 1232  | 7.    | 13:25,2 | 1150  | 10.   | 5176        | 14.      |
| Anatolij Sztarosztyin Pavel Lednyov Jevgenyij Lipejev | Csapat      |          |          | 3194     | 2.       |          | 2896  | 2.    |          | 2956     | 7.       |          | 3552  | 4.    |         | 3528  | 1.    | 16 126      |          |

## Röplabda

### Férfi
| Szovjet férfi röplabdacsapat-játékoskeret                                                                                | Szovjet férfi röplabdacsapat-játékoskeret                                                                  |
| --- | --- |
| - Jurij Pancsenko - Vjacseszlav Zajcev - Alekszandr Szavin - Vlagyimir Dorohov - Alekszandr Jermilov - Pāvels Seļivanovs | - Oleh Moliboha - Vlagyimir Kondra - Vlagyimir Csernisov - Fegyir Lascsonov - Valerij Krivov - Viljar Loor |

#### Eredmények
Csoportkör
A csoport
|                     |      | Mérkőzések | Mérkőzések | Szettek | Szettek | Szettek | Pontok | Pontok | Pontok |
| Csapat              | Pont | Gy         | V          | Sz+     | Sz–     | SzA     | P+     | P–     | PA     |
| ------------------- | ---- | ---------- | ---------- | ------- | ------- | ------- | ------ | ------ | ------ |
| Szovjetunió (URS)   | 8    | 4          | 0          | 12      | 1       | 12,000  | 193    | 122    | 1,582  |
| Bulgária (BUL)      | 7    | 3          | 1          | 9       | 5       | 1,800   | 171    | 149    | 1,148  |
| Kuba (CUB)          | 5    | 1          | 3          | 6       | 9       | 0,667   | 181    | 178    | 1,017  |
| Csehszlovákia (TCH) | 5    | 1          | 3          | 6       | 11      | 0,545   | 180    | 230    | 0,783  |
| Olaszország (ITA)   | 5    | 1          | 3          | 4       | 11      | 0,364   | 145    | 191    | 0,759  |

| 1980. július 20. 19:30 | Szovjetunió (URS)           | 3–1 | Csehszlovákia (TCH) |  |
| 1980. július 20. 19:30 | (15–13, 15–10, 13–15, 15–7) |     |                     |  |

| 1980. július 24. 19:30 | Szovjetunió (URS)   | 3–0 | Olaszország (ITA) |  |
| 1980. július 24. 19:30 | (15–2, 15–7, 15–10) |     |                   |  |

| 1980. július 26. 19:30 | Szovjetunió (URS)   | 3–0 | Bulgária (BUL) |  |
| 1980. július 26. 19:30 | (15–6, 15–8, 15–10) |     |                |  |

| 1980. július 28. 19:30 | Szovjetunió (URS)     | 3–0 | Kuba (CUB) |  |
| 1980. július 28. 19:30 | (15–10, 15–13, 15–11) |     |            |  |

Elődöntő
| 1980. július 31. 19:30 | Szovjetunió (URS)   | 3–0 | Románia (ROU) |  |
| 1980. július 31. 19:30 | (15–6, 15–10, 15–5) |     |               |  |

Döntő
| 1980. július 31. 21:30 | Szovjetunió (URS)           | 3–1 | Bulgária (BUL) |  |
| 1980. július 31. 21:30 | (15–7, 15–13, 14–16, 15–11) |     |                |  |

| Csapat            | Helyezés |
| ----------------- | -------- |
| Szovjetunió (URS) |          |

### Női
| Szovjet női röplabdacsapat-játékoskeret                                                                           | Szovjet női röplabdacsapat-játékoskeret                                                                                |
| --- | --- |
| - Nagyezsda Radzevics - Natalja Razumova - Olga Szolovova - Jelena Ahaminova - Jelena Andrejuk - Irina Makogonova | - Ljubov Kozireva - Szvetlana Nyikisina - Ljudmila Csernisova - Szvetlana Badulina - Ligyia Loginova - Larisza Pavlova |

#### Eredmények
Csoportkör
A csoport
|                   |      | Mérkőzések | Mérkőzések | Szettek | Szettek | Szettek | Pontok | Pontok | Pontok |
| Csapat            | Pont | Gy         | V          | Sz+     | Sz–     | SzA     | P+     | P–     | PA     |
| ----------------- | ---- | ---------- | ---------- | ------- | ------- | ------- | ------ | ------ | ------ |
| Szovjetunió (URS) | 6    | 3          | 0          | 9       | 2       | 4,500   | 153    | 99     | 1,545  |
| NDK (GDR)         | 5    | 2          | 1          | 7       | 6       | 1,167   | 166    | 160    | 1,038  |
| Kuba (CUB)        | 4    | 1          | 2          | 4       | 6       | 0,667   | 117    | 117    | 1,000  |
| Peru (PER)        | 3    | 0          | 3          | 3       | 9       | 0,333   | 108    | 168    | 0,643  |

| 1980. július 21. 19:30 | Szovjetunió (URS)        | 3–1 | Peru (PER) |  |
| 1980. július 21. 19:30 | (15–2, 7–15, 15–4, 15–9) |     |            |  |

| 1980. július 23. 19:30 | Szovjetunió (URS)          | 3–1 | NDK (GDR) |  |
| 1980. július 23. 19:30 | (15–5, 10–15, 16–14, 15–6) |     |           |  |

| 1980. július 25. 19:30 | Szovjetunió (URS)    | 3–0 | Kuba (CUB) |  |
| 1980. július 25. 19:30 | (15–6, 15–13, 15–10) |     |            |  |

Elődöntő
| 1980. július 27. 19:30 | Szovjetunió (URS)    | 3–0 | Magyarország (HUN) |  |
| 1980. július 27. 19:30 | (15–11, 15–13, 15–2) |     |                    |  |

Döntő
| 1980. július 29. 19:30 | Szovjetunió (URS)           | 3–1 | NDK (GDR) |  |
| 1980. július 29. 19:30 | (15–12, 11–15, 15–13, 15–7) |     |           |  |

| Csapat            | Helyezés |
| ----------------- | -------- |
| Szovjetunió (URS) |          |

## Sportlövészet
Nyílt
| Versenyző               | Versenyszám           | Pont                   | Helyezés |
| ----------------------- | --------------------- | ---------------------- | -------- |
| Vladas Turla            | Gyorstüzelő pisztoly  | 595                    | 4.       |
| Afanasijs Kuzmins       | Gyorstüzelő pisztoly  | 595                    | 6.       |
| Alekszandr Melentyjev   | Szabadpisztoly        | 581                    |          |
| Szergej Pizsjanov       | Szabadpisztoly        | 564                    | 6.       |
| Alekszandr Masztyjanyin | Sportpuska, fekvő     | 597                    | 6.       |
| Alekszandr Bulkin       | Sportpuska, fekvő     | 596                    | 11.      |
| Viktor Vlaszov          | Sportpuska, összetett | 1173                   |          |
| Alekszandr Mitrofanov   | Sportpuska, összetett | 1164                   | 5.       |
| Igor Szokolov           | Futócéllövészet       | 589 (szétlövés: 97)    |          |
| Alekszandr Gazov        | Futócéllövészet       | 587                    |          |
| Rusztam Jambulatov      | Trap                  | 196 (szétlövés: 24+25) |          |
| Alekszandr Aszanov      | Trap                  | 195                    | 6.       |
| Tamaz Imnaisvili        | Skeet                 | 195                    | 9.       |
| Alekszandr Szokolov     | Skeet                 | 194                    | 11.      |

## Súlyemelés
| Versenyző            | Versenyszám | Szakítás                 | Szakítás                 | Lökés    | Lökés    | Összesen | Helyezés |
| Versenyző            | Versenyszám | Eredmény                 | Helyezés                 | Eredmény | Helyezés | Összesen | Helyezés |
| -------------------- | ----------- | ------------------------ | ------------------------ | -------- | -------- | -------- | -------- |
| Kanibek Oszmonalijev | 52 kg       | 107,5                    | 4.                       | 137,5    | 1.       | 245,0    |          |
| Jurik Szarkiszjan    | 56 kg       | 112,5                    | 5.                       | 157,5    | 1.       | 270,0    |          |
| Viktor Mazin         | 60 kg       | 130,0                    | 1.                       | 160,0    | 1.       | 290,0    |          |
| Alekszandr Pervij    | 75 kg       | 157,5                    | 2.                       | 200,0    | 1.       | 357,5    |          |
| Jurik Vardanyan      | 82,5 kg     | 177,5                    | 1.                       | 222,5    | 1.       | 400,0    |          |
| David Rigert         | 90 kg       | érvényes kísérlet nélkül | érvényes kísérlet nélkül | kiesett  | kiesett  | kiesett  | kiesett  |
| Igor Nyikityin       | 100 kg      | 177,5                    | 2.                       | 215,0    | 2.       | 392,5    |          |
| Leanyid Taranyenka   | 110 kg      | 182,5                    | 2.                       | 240,0    | 1.       | 422,5    |          |
| Szultan Rahmanov     | +110 kg     | 195,0                    | 1.                       | 245,0    | 1.       | 440,0    |          |
| Vaszilij Alekszejev  | +110 kg     | érvényes kísérlet nélkül | érvényes kísérlet nélkül | kiesett  | kiesett  | kiesett  | kiesett  |

## Torna
Férfi
| Versenyző                                                                                                 | Versenyszám      | Selejtező | Selejtező | Döntő    | Döntő    |
| Versenyző                                                                                                 | Versenyszám      | Pontszám  | Helyezés  | Pontszám | Helyezés |
| --- | ---------------- | --------- | --------- | -------- | -------- |
| Alekszandr Gyityatyin                                                                                     | Talaj            | 19,60     | 4.        | 9,800    |          |
| Alekszandr Gyityatyin                                                                                     | Ugrás            | 19,75     | 2.        | 9,875    |          |
| Alekszandr Gyityatyin                                                                                     | Korlát           | 19,70     | 3.        | 9,850    |          |
| Alekszandr Gyityatyin                                                                                     | Nyújtó           | 19,70     | 2.        | 9,850    |          |
| Alekszandr Gyityatyin                                                                                     | Gyűrű            | 19,85     | 1.        | 9,925    |          |
| Alekszandr Gyityatyin                                                                                     | Lólengés         | 19,80     | 2.        | 9,900    |          |
| Alekszandr Gyityatyin                                                                                     | Egyéni összetett | 118,40    | 1.        | 118,650  |          |
| Nyikolaj Andrianov                                                                                        | Talaj            | 19,75     | 1.        | 9,875    |          |
| Nyikolaj Andrianov                                                                                        | Ugrás            | 19,80     | 1.        | 9,900    |          |
| Nyikolaj Andrianov                                                                                        | Korlát           | 19,70     | 3.        | kiesett  | kiesett  |
| Nyikolaj Andrianov                                                                                        | Nyújtó           | 19,65     | 3.        | 9,825    |          |
| Nyikolaj Andrianov                                                                                        | Gyűrű            | 19,65     | 3.        | kiesett  | kiesett  |
| Nyikolaj Andrianov                                                                                        | Lólengés         | 19,60     | 7.        | kiesett  | kiesett  |
| Nyikolaj Andrianov                                                                                        | Egyéni összetett | 118,15    | 2.        | 118,225  |          |
| Alekszandr Tkacsov                                                                                        | Talaj            | 19,50     | 8.        | kiesett  | kiesett  |
| Alekszandr Tkacsov                                                                                        | Ugrás            | 19,70     | 6.        | kiesett  | kiesett  |
| Alekszandr Tkacsov                                                                                        | Korlát           | 19,75     | 1.        | 9,875    |          |
| Alekszandr Tkacsov                                                                                        | Nyújtó           | 19,05     | 14.       | kiesett  | kiesett  |
| Alekszandr Tkacsov                                                                                        | Gyűrű            | 19,65     | 3.        | 9,825    |          |
| Alekszandr Tkacsov                                                                                        | Lólengés         | 19,75     | 3.        | 9,875    | 5.       |
| Alekszandr Tkacsov                                                                                        | Egyéni összetett | 117,40    | 4.        | 117,700  | 4.       |
| Eduard Azarján                                                                                            | Talaj            | 19,55     | 5.        | kiesett  | kiesett  |
| Eduard Azarján                                                                                            | Ugrás            | 19,60     | 9.        | kiesett  | kiesett  |
| Eduard Azarján                                                                                            | Korlát           | 19,40     | 9.        | kiesett  | kiesett  |
| Eduard Azarján                                                                                            | Nyújtó           | 19,55     | 5.        | kiesett  | kiesett  |
| Eduard Azarján                                                                                            | Gyűrű            | 19,60     | 5.        | kiesett  | kiesett  |
| Eduard Azarján                                                                                            | Lólengés         | 19,70     | 5.        | kiesett  | kiesett  |
| Eduard Azarján                                                                                            | Egyéni összetett | 117,40    | 4.        | kiesett  | kiesett  |
| Bohdan Makuc                                                                                              | Talaj            | 19,55     | 5.        | kiesett  | kiesett  |
| Bohdan Makuc                                                                                              | Ugrás            | 19,75     | 2.        | kiesett  | kiesett  |
| Bohdan Makuc                                                                                              | Korlát           | 19,50     | 7.        | kiesett  | kiesett  |
| Bohdan Makuc                                                                                              | Nyújtó           | 19,35     | 6.        | kiesett  | kiesett  |
| Bohdan Makuc                                                                                              | Gyűrű            | 19,35     | 13.       | kiesett  | kiesett  |
| Bohdan Makuc                                                                                              | Lólengés         | 19,45     | 11.       | kiesett  | kiesett  |
| Bohdan Makuc                                                                                              | Egyéni összetett | 116,95    | 6.        | kiesett  | kiesett  |
| Vlagyimir Markelov                                                                                        | Talaj            | 19,40     | 10.       | kiesett  | kiesett  |
| Vlagyimir Markelov                                                                                        | Ugrás            | 19,40     | 21.       | kiesett  | kiesett  |
| Vlagyimir Markelov                                                                                        | Korlát           | 18,90     | 32.       | kiesett  | kiesett  |
| Vlagyimir Markelov                                                                                        | Nyújtó           | 19,60     | 4.        | kiesett  | kiesett  |
| Vlagyimir Markelov                                                                                        | Gyűrű            | 19,50     | 9.        | kiesett  | kiesett  |
| Vlagyimir Markelov                                                                                        | Lólengés         | 19,60     | 7.        | kiesett  | kiesett  |
| Vlagyimir Markelov                                                                                        | Egyéni összetett | 116,40    | 9.        | kiesett  | kiesett  |
| Nyikolaj Andrianov Vlagyimir Markelov Alekszandr Gyityatyin Bohdan Makuc Bohdan Makuts Alekszandr Tkacsov | Csapat összetett |           |           | 589,60   |          |

Női
| Versenyző                                                                                         | Versenyszám      | Selejtező | Selejtező | Döntő    | Döntő    |
| Versenyző                                                                                         | Versenyszám      | Pontszám  | Helyezés  | Pontszám | Helyezés |
| ------------------------------------------------------------------------------------------------- | ---------------- | --------- | --------- | -------- | -------- |
| Jelena Davidova                                                                                   | Talaj            | 19,80     | 5.        | kiesett  | kiesett  |
| Jelena Davidova                                                                                   | Ugrás            | 19,80     | 4.        | 19,575   | 4.       |
| Jelena Davidova                                                                                   | Felemás korlát   | 19,70     | 9.        | kiesett  | kiesett  |
| Jelena Davidova                                                                                   | Gerenda          | 19,70     | 4.        | 19,750   |          |
| Jelena Davidova                                                                                   | Egyéni összetett | 79,00     | 5.        | 79,150   |          |
| Natalja Saposnyikova                                                                              | Talaj            | 19,85     | 1.        | 19,825   | *        |
| Natalja Saposnyikova                                                                              | Ugrás            | 19,80     | 4.        | 19,725   |          |
| Natalja Saposnyikova                                                                              | Felemás korlát   | 19,75     | 3.        | kiesett  | kiesett  |
| Natalja Saposnyikova                                                                              | Gerenda          | 19,75     | 3.        | 19,725   |          |
| Natalja Saposnyikova                                                                              | Egyéni összetett | 79,15     | 2.        | 79,025   | 4.       |
| Nelli Kim                                                                                         | Talaj            | 19,85     | 1.        | 19,875   | *        |
| Nelli Kim                                                                                         | Ugrás            | 19,65     | 12.       | kiesett  | kiesett  |
| Nelli Kim                                                                                         | Felemás korlát   | 19,75     | 3.        | 19,725   | 6.       |
| Nelli Kim                                                                                         | Gerenda          | 19,70     | 4.        | kiesett  | kiesett  |
| Nelli Kim                                                                                         | Egyéni összetett | 78,95     | 6.        | 78,425   | 5.       |
| Marija Filatova                                                                                   | Talaj            | 19,75     | 8.        | kiesett  | kiesett  |
| Marija Filatova                                                                                   | Ugrás            | 19,70     | 9.        | kiesett  | kiesett  |
| Marija Filatova                                                                                   | Felemás korlát   | 19,75     | 3.        | 19,775   | *        |
| Marija Filatova                                                                                   | Gerenda          | 19,60     | 10.       | kiesett  | kiesett  |
| Marija Filatova                                                                                   | Egyéni összetett | 78,80     | 7.        | kiesett  | kiesett  |
| Sztella Zaharova                                                                                  | Talaj            | 19,70     | 10.       | kiesett  | kiesett  |
| Sztella Zaharova                                                                                  | Ugrás            | 19,65     | 12.       | kiesett  | kiesett  |
| Sztella Zaharova                                                                                  | Felemás korlát   | 19,70     | 9.        | kiesett  | kiesett  |
| Sztella Zaharova                                                                                  | Gerenda          | 19,70     | 4.        | kiesett  | kiesett  |
| Sztella Zaharova                                                                                  | Egyéni összetett | 78,75     | 8.        | kiesett  | kiesett  |
| Jelena Najmusina                                                                                  | Talaj            | 19,80     | 5.        | kiesett  | kiesett  |
| Jelena Najmusina                                                                                  | Ugrás            | 19,45     | 22.       | kiesett  | kiesett  |
| Jelena Najmusina                                                                                  | Felemás korlát   | 19,50     | 17.       | kiesett  | kiesett  |
| Jelena Najmusina                                                                                  | Gerenda          | 19,65     | 9.        | kiesett  | kiesett  |
| Jelena Najmusina                                                                                  | Egyéni összetett | 78,40     | 12.       | kiesett  | kiesett  |
| Nelli Kim Jelena Davidova Marija Filatova Yelena Naimushina Natalja Saposnyikova Sztella Zaharova | Csapat összetett |           |           | 394,90   |          |

* - egy másik versenyzővel azonos eredményt ért el

## Úszás
Férfi
| Versenyző | Versenyszám            | Előfutam | Előfutam | Előfutam | Elődöntő | Elődöntő | Elődöntő | Döntő    | Döntő    |
| Versenyző | Versenyszám            | Idő      | Hely.    | Össz.    | Idő      | Hely.    | Össz.    | Idő      | Helyezés |
| --- | ---------------------- | -------- | -------- | -------- | -------- | -------- | -------- | -------- | -------- |
| Szerhij Kraszjuk | 100 m gyors            | 52,08    | 1.       | 5.*      | 51,81    | 2.       | 6.       | 51,80    | 6.       |
| Szergej Szmirjagin | 100 m gyors            | 52,21    | 3.       | 10.      | 52,18    | 6.       | 11.*     | kiesett  | kiesett  |
| Szergej Kopljakov | 100 m gyors            | 52,08    | 1.       | 5.*      | 51,51    | 3.       | 4.       | 51,34    | 4.       |
| Szergej Kopljakov | 200 m gyors            | 1:51,04  | 1.       | 1.       |          |          |          | 1:49,81  |          |
| Ivar Stukolkin | 200 m gyors            | 1:53,44  | 2.       | 12.      |          |          |          | kiesett  | kiesett  |
| Ivar Stukolkin | 400 m gyors            | 3:56,60  | 1.       | 5.       |          |          |          | 3:53,95  |          |
| Andrej Krilov | 200 m gyors            | 1:51,21  | 1.       | 2.       |          |          |          | 1:50,76  |          |
| Andrej Krilov | 400 m gyors            | 3:54,79  | 1.       | 2.       |          |          |          | 3:53,24  |          |
| Vlagyimir Szalnyikov | 400 m gyors            | 3:54,54  | 1.       | 1.       |          |          |          | 3:51,31  |          |
| Vlagyimir Szalnyikov | 1500 m gyors           | 15:08,25 | 1.       | 1.       |          |          |          | 14:58,27 |          |
| Alekszandr Csajev | 1500 m gyors           | 15:20,68 | 1.       | 3.       |          |          |          | 15:14,30 |          |
| Eduard Petrov | 1500 m gyors           | 15:32,32 | 3.       | 8.       |          |          |          | 15:28,24 | 8.       |
| Viktor Kuznyecov | 100 m hát              | 58,47    | 3.       | 12.      | 56,75    | 1.       | 1.       | 56,99    |          |
| Viktor Kuznyecov | 200 m hát              | 2:05,14  | 3.       | 11.      |          |          |          | kiesett  | kiesett  |
| Volodimir Dolhov | 100 m hát              | 57,87    | 1.       | 2.       | 58,04    | 5.       | 7.       | 57,63    |          |
| Volodimir Dolhov | 200 m hát              | 2:05,11  | 4.       | 9.       |          |          |          | kiesett  | kiesett  |
| Vlagyimir Semetov | 100 m hát              | 59,01    | 4.       | 18.      | kiesett  | kiesett  | kiesett  | kiesett  | kiesett  |
| Vlagyimir Semetov | 200 m hát              | 2:04,20  | 1.       | 4.       |          |          |          | 2:03,48  | 4.       |
| Vlagyimir Semetov | 400 m vegyes           | 4:34,01  | 5.       | 15.      |          |          |          | kiesett  | kiesett  |
| Alekszandr Szidorenko | 400 m vegyes           | 4:28,02  | 1.       | 4.       |          |          |          | 4:22,89  |          |
| Alekszandr Fedorovszkij | 100 m mell             | 1:03,86  | 1.       | 2.       |          |          |          | 1:04,00  | 4.       |
| Arsens Miskarovs | 100 m mell             | 1:04,06  | 2.       | 3.       |          |          |          | 1:03,82  |          |
| Arsens Miskarovs | 200 m mell             | 2:19,57  | 1.       | 2.       |          |          |          | 2:17,28  |          |
| Robertas Žulpa | 100 m mell             | 1:06,23  | 3.       | 13.      |          |          |          | kiesett  | kiesett  |
| Robertas Žulpa | 200 m mell             | 2:17,83  | 1.       | 1.       |          |          |          | 2:15,85  |          |
| Gennagyij Utenkov | 200 m mell             | 2:21,17  | 3.       | 5.       |          |          |          | 2:19,64  | 4.       |
| Jevgenyij Szeregyin | 100 m pillangó         | 55,83    | 1.       | 4.       | 55,62    | 2.       | 5.       | 55,35    | 5.       |
| Alekszej Markovszkij | 100 m pillangó         | 56,45    | 2.       | 12.      | 55,69    | 4.       | 8.       | 55,70    | 8.       |
| Szergej Kiszeljov | 100 m pillangó         | 56,56    | 2.       | 13.      | 56,52    | 7.       | 13.      | kiesett  | kiesett  |
| Szerhij Feszenko | 400 m vegyes           | 4:28,18  | 2.       | 5.       |          |          |          | 4:23,43  |          |
| Szerhij Feszenko | 200 m pillangó         | 2:00,20  | 1.       | 1.       |          |          |          | 1:59,76  |          |
| Mihail Gorelik | 200 m pillangó         | 2:03,15  | 1.       | 8.       |          |          |          | 2:02,44  | 5.       |
| Alekszandr Bucsenkov | 200 m pillangó         | 2:03,98  | 3.       | 10.      |          |          |          | kiesett  | kiesett  |
| Szergej Kopljakov Vlagyimir Szalnyikov Ivar Stukolkin Andrej Krilov Szergej Ruszin Szerhij Kraszjuk Jurij Priszekin                                     | 4 × 200 m gyorsváltó   | 7:29,39  | 1.       | 1.       |          |          |          | 7:23,50  |          |
| Viktor Kuznyecov Arsens Miskarovs Jevgenyij Szeregyin Szergej Kopljakov Vlagyimir Semetov Alekszandr Fedorovszkij Alekszej Markovszkij Szerhij Kraszjuk | 4 × 100 m vegyes váltó | 3:48,83  | 1.       | 1.       |          |          |          | 3:45,92  |          |

Női
| Larisza Carjova                                                                                          | 100 m gyors            | 59,12    | 4.       | 15.      | kiesett | kiesett |         |         |
| Olga Klevakina                                                                                           | 100 m gyors            | 57,62    | 2.       | 6.       | 57,40   | 4.      |         |         |
| Olga Klevakina                                                                                           | 200 m gyors            | 2:02,36  | 2.       | 4.       | 2:02,29 | 4.      |         |         |
| Olga Klevakina                                                                                           | 400 m gyors            | 4:18,13  | 4.       | 8.       | 4:19,18 | 8.      |         |         |
| Olga Klevakina                                                                                           | 400 m vegyes           | 4:55,99  | 2.       | 7.       | 4:50,91 | 7.      |         |         |
| Natalja Sztrunnyikova                                                                                    | 100 m gyors            | 57,43    | 1.       | 4.       | 57,83   | 6.      |         |         |
| Natalja Sztrunnyikova                                                                                    | 200 m gyors            | 2:03,36  | 2.       | 6.       | 2:03,74 | 7.      |         |         |
| Irina Akszjonova                                                                                         | 200 m gyors            | 2:03,63  | 3.       | 7.       | 2:04,00 | 8.      |         |         |
| Irina Akszjonova                                                                                         | 800 m gyors            | 8:44,42  | 2.       | 4.       | 8:38,05 | 4.      |         |         |
| Irina Akszjonova                                                                                         | 400 m gyors            | 4:14,39  | 2.       | 5.       | 4:14,40 | 5.      |         |         |
| Okszana Komisszarova                                                                                     | 400 m gyors            | 4:18,61  | 3.       | 9.       | kiesett | kiesett |         |         |
| Okszana Komisszarova                                                                                     | 800 m gyors            | 8:45,80  | 4.       | 6.       | 8:42,04 | 5.      |         |         |
| Olena Ivanova                                                                                            | 800 m gyors            | 8:47,33  | 5.       | 8.       | 8:46,45 | 8.      |         |         |
| Larisza Gorcsakova                                                                                       | 100 m hát              | 1:03,82  | 2.       | 5.       | 1:03,87 | 6.      |         |         |
| Larisza Gorcsakova                                                                                       | 200 m hát              | 2:16,68  | 3.       | 7.       | 2:17,72 | 8.      |         |         |
| Olena Kruhlova                                                                                           | 100 m hát              | 1:04,63  | 2.       | 11.      | kiesett | kiesett |         |         |
| Olena Kruhlova                                                                                           | 200 m hát              | 2:22,41  | 5.       | 15.      | kiesett | kiesett |         |         |
| Elvira Vaszilkova                                                                                        | 100 m mell             | 1:11,03  | 1.       | 2.       | 1:10,41 |         |         |         |
| Lina Kačiušytė                                                                                           | 100 m mell             | 1:12,71  | 2.       | 7.       | kiesett | kiesett |         |         |
| Lina Kačiušytė                                                                                           | 200 m mell             | 2:33,04  | 1.       | 3.       | 2:29,54 |         |         |         |
| Julija Bogdanova                                                                                         | 100 m mell             | 1:15,04  | 4.       | 16.      | kiesett | kiesett |         |         |
| Julija Bogdanova                                                                                         | 200 m mell             | 2:33,45  | 1.       | 4.       | 2:32,39 |         |         |         |
| Szvetlana Varganova                                                                                      | 200 m mell             | 2:29,77  | 1.       | 1.       | 2:29,61 |         |         |         |
| Larisza Polivoda                                                                                         | 100 m pillangó         | 1:04,50  | 4.       | 18.      | kiesett | kiesett |         |         |
| Larisza Polivoda                                                                                         | 200 m pillangó         | 2:17,99  | 5.       | 13.      | kiesett | kiesett |         |         |
| Alla Griscsenkova                                                                                        | 100 m pillangó         | 1:04,10  | 4.       | 15.      | kiesett | kiesett |         |         |
| Alla Griscsenkova                                                                                        | 200 m pillangó         | 2:16,01  | 3.       | 7.       | 2:15,70 | 8.      |         |         |
| Irina Geraszimova Natalja Sztrunnyikova Larisza Carjova Olga Klevakina                                   | 4 × 100 m gyorsváltó   | kizárták | kizárták | kizárták | kiesett | kiesett | kiesett | kiesett |
| Olena Kruhlova Elvira Vaszilkova Alla Griscsenkova Natalja Sztrunnyikova Irina Akszjonova Olga Klevakina | 4 × 100 m vegyes váltó | 4:16,46  | 2.       | 3.       | 4:13,61 |         |         |         |

* - egy másik versenyzővel azonos eredményt ért el

## Vitorlázás
Nyílt
| Versenyző                                               | Versenyszám     | Futam  | Futam  | Futam | Futam | Futam | Futam  | Futam  | Pontszám | Helyezés |
| Versenyző                                               | Versenyszám     | 1      | 2      | 3     | 4     | 5     | 6      | 7      | Pontszám | Helyezés |
| ------------------------------------------------------- | --------------- | ------ | ------ | ----- | ----- | ----- | ------ | ------ | -------- | -------- |
| Andrej Balasov                                          | Finn dingi      | 11,7   | 20,0   | 5,7   | 0,0   | 10,0  | (22,0) | 0,0    | 47,4     |          |
| Sergei Ždanov Vlagyimir Ignatyenko                      | 470-es osztály  | 14,0   | 8,0    | 15,0  | 14,0  | 5,7   | (21,0) | 14,0   | 70,7     | 10.      |
| Aleksandrs Muzičenko Valentyin Mankin                   | Csillaghajó     | 3,0    | 0,0    | 0,0   | 10,0  | 0,0   | 11,7   | (13,0) | 24,7     |          |
| Aleksandr Zõbin Viktor Potapov                          | Tornádó         | (11,7) | 5,7    | 10,0  | 8,0   | 5,7   | 5,7    | 0,0    | 35,1     | 4.       |
| Alekszandr Budnyikov Borisz Budnyikov Nyikolaj Poljakov | Soling          | 5,7    | (14,0) | 5,7   | 3,0   | 10,0  | 3,0    | 3,0    | 30,4     |          |
| Valerij Zubanov Vlagyimir Leontyev                      | Repülő hollandi | 11,7   | 13,0   | 0,0   | 0,0   | 14,0  | 13,0   | (15,0) | 51,7     | 5.       |

## Vívás
Férfi
| Versenyző                                                                                     | Versenyszám       | Selejtező | Selejtező | Selejtező | Selejtező | Főtábla                      | Főtábla                      | Vigaszág                | Vigaszág                   | Vigaszág                      | Döntő | Döntő                               | Helyezés |
| Versenyző                                                                                     | Versenyszám       | 1. kör | 1. kör    | 2. kör | 2. kör    | 1. kör                       | 2. kör                       | 1. kör                  | 2. kör                     | 3. kör                        | Döntő | Döntő                               | Helyezés |
| Versenyző                                                                                     | Versenyszám       | Ellenfél Eredmény | Hely.     | Ellenfél Eredmény | Hely.     | Ellenfél Eredmény            | Ellenfél Eredmény            | Ellenfél Eredmény       | Ellenfél Eredmény          | Ellenfél Eredmény             | Ellenfél Eredmény | Hely.                               | Helyezés |
| --------------------------------------------------------------------------------------------- | ----------------- | --- | --------- | --- | --------- | ---------------------------- | ---------------------------- | ----------------------- | -------------------------- | ----------------------------- | --- | ----------------------------------- | -------- |
| Volodimir Szmirnov                                                                            | Tőr, egyéni       | 1. csoport · Dany Haddad (LIB) · 5–1 · Tahar Hamou (ALG) · 5–2 · Szelei István (HUN) · 5–3 · Adam Robak (POL) · 4–5                              | 2.        | 3. csoport · Klaus Kotzmann (GDR) · 4–5 · Didier Flament (FRA) · 5–0 · Heriberto González (CUB) · 5–4 · Bogusław Zych (POL) · 5–3 · Szelei István (HUN) · 5–1                 | 1.        | Bogusław Zych (POL) · GY     | Szelei István (HUN) · GY     |                         |                            |                               | Aljakszandr Ramanykov (URS) · 5–2 · Szabirzsan Ruzijev (URS) · 5–4 · Lech Koziejowski (POL) · 5–2 · Kuki Péter (ROU) · 5–3 · Pascal Jolyot (FRA) · 4–5 · Rájátszás: · Pascal Jolyot (FRA) · 5–0 · Volodimir Szmirnov (URS) · 5–4 | 1.                                  |          |
| Aljakszandr Ramanykov                                                                         | Tőr, egyéni       | 2. csoport · Hassan Hamze (LIB) · 5–1 · Jesús Esperanza (ESP) · 5–3 · Greg Benko (AUS) · 5–3 · Rob Bruniges (GBR) · 3–5                          | 3.        | 2. csoport · Lech Koziejowski (POL) · 3–5 · Demény László (HUN) · 5–2 · Stéphane Ganeff (BEL) · 5–4 · Pierre Harper (GBR) · 5–2 · Frédéric Pietruszka (FRA) · 5–2             | 1.        | Jaroslav Jurka (TCH) · GY    | Lech Koziejowski (POL) · GY  |                         |                            |                               | Aljakszandr Ramanykov (URS) · 5–2 · Pascal Jolyot (FRA) · 5–4 · Szabirzsan Ruzijev (URS) · 5–3 · Lech Koziejowski (POL) · 5–2 · Kuki Péter (ROU) · 5–1 · Rájátszás: · Pascal Jolyot (FRA) · 0–5 · Volodimir Szmirnov (URS) · 5–4 | 3.                                  |          |
| Szabirzsan Ruzijev                                                                            | Tőr, egyéni       | 7. csoport · Jaroslav Jurka (TCH) · 4–5 · Papp András (HUN) · 5–0 · Frédéric Pietruszka (FRA) · 4–5                                              | 2.        | 4. csoport · Pascal Jolyot (FRA) · 4–5 · Miguel Roca (ESP) · 5–1 · Federico Cervi (ITA) · 5–2 · Klaus Haertter (GDR) · 5–0 · Adam Robak (POL) · 3–5                           | 2.        | Adam Robak (POL) · GY        | Greg Benko (AUS) · GY        |                         |                            |                               | Szabirzsan Ruzijev (URS) · 5–4 · Pascal Jolyot (FRA) · 3–5 · Szabirzsan Ruzijev (URS) · 5–3 · Lech Koziejowski (POL) · 5–2 · Kuki Péter (ROU) · 5–2                                                                              | 4.                                  | 4.       |
| Alekszandr Mozsajev                                                                           | Párbajtőr, egyéni | 4. csoport · Angelo Mazzoni (ITA) · 3–5 · Neal Mallett (GBR) · 5–4 · Efigenio Favier (CUB) · 5–4 · Jaroslav Jurka (TCH) · 5–5                    | 3.        | 1. csoport · John Llewellyn (GBR) · 5–3 · Pongrácz Antal (ROU) · 5–3 · Stefano Bellone (ITA) · 4–5 · Kolczonay Ernő (HUN) · 3–5 · Hans Jacobson (SWE) · 3–5                   | 4.        | Philippe Riboud (FRA) · V    |                              | Steven Paul (GBR) · GY  | Hans Jacobson (SWE) · GY   | Borisz Lukomszkij (URS) · GY  | Kolczonay Ernő (HUN) · 3–5 · Philippe Riboud (FRA) · 3–5 · Rolf Edling (SWE) · 3–5 · Johan Harmenberg (SWE) · 5–2 · Ioan Popa (ROU) · 4–5                                                                                        | 5.                                  | 5.       |
| Borisz Lukomszkij                                                                             | Párbajtőr, egyéni | 8. csoport · Hassan Hamze (LIB) · 5–0 · Kazem Hasan (KUW) · 5–2 · Marco Falcone (ITA) · 5–1 · Greg Benko (AUS) · 4–5 · Hans Jacobson (SWE) · 2–5 | 3.        | 2. csoport · Piotr Jabłkowski (POL) · 5–3 · Efigenio Favier (CUB) · 5–3 · Ioan Popa (ROU) · 5–4 · Philippe Boisse (FRA) · 5–5 · Rolf Edling (SWE) · 2–5                       | 2.        | Ioan Popa (ROU) · V          |                              | Pethő László (HUN) · GY | Osztrics István (HUN) · GY | Alekszandr Mozsajev (URS) · V | kiesett | kiesett                             | 7.       |
| Alekszandr Abusahmetov                                                                        | Párbajtőr, egyéni | 2. csoport · Rolf Edling (SWE) · 3–5 · Philippe Boisse (FRA) · 5–4 · Mikko Salminen (FIN) · 5–2 · Thierry Soumagne (BEL) · 5–1                   | 2.        | 4. csoport · Steven Paul (GBR) · 4–5 · Stéphane Ganeff (BEL) · 5–3 · Patrick Picot (FRA) · 5–4 · Osztrics István (HUN) · 5–2 · Jaroslav Jurka (TCH) · 5–4                     | 2.        | Andrzej Lis (POL) · GY       | Rolf Edling (SWE) · V        |                         | Jaroslav Jurka (TCH) · V   | kiesett                       | kiesett | kiesett                             | 9.       |
| Viktor Krovopuszkov                                                                           | Kard, egyéni      | 4. csoport · Ahmed Al-Ahmed (KUW) · 5–2 · Andrzej Kostrzewa (POL) · 5–0 · Ioan Pop (ROU) · 2–5 · Hriszto Etropolszki (BUL) · 3–5                 | 3.        | 3. csoport · Mark Slade (GBR) · 5–4 · Mario Aldo Montano (ITA) · 5–4 · Andrzej Kostrzewa (POL) · 5–2 · Cornel Marin (ROU) · 5–1 · Gedővári Imre (HUN) · 5–4                   | 1.        | Ioan Pop (ROU) · GY          | Gerevich Pál (HUN) · GY      |                         |                            |                               | Gedővári Imre (HUN) · 5–4 · Hriszto Etropolszki (BUL) · 5–3 · Michele Maffei (ITA) · 5–2 · Vaszil Etropolszki (BUL) · 5–3 · Mihail Burcev (URS) · 4–5                                                                            | 1.                                  |          |
| Mihail Burcev                                                                                 | Kard, egyéni      | 5. csoport · Eyiad Mohamed (KUW) · 5–1 · Mario Aldo Montano (ITA) · 5–3 · Cornel Marin (ROU) · 3–5 · Peter Ulbrich (GDR) · 4–5                   | 4.        | 1. csoport · Marin Mustaţă (ROU) · 5–2 · Jesús Ortíz (CUB) · 5–3 · Hriszto Etropolszki (BUL) · 5–2 · Nébald György (HUN) · 5–1 · Michele Maffei (ITA) · 4–5                   | 2.        | Cornel Marin (ROU) · GY      | Gedővári Imre (HUN) · V      |                         | José Laverdecia (CUB) · GY | Ferdinando Meglio (ITA) · GY  | Viktor Krovopuszkov (URS) · 5–4 · Hriszto Etropolszki (BUL) · 5–3 · Vaszil Etropolszki (BUL) · 5–3 · Michele Maffei (ITA) · 5–3 · Gedővári Imre (HUN) · 3–5                                                                      | 2.                                  |          |
| Volodimir Nazlimov                                                                            | Kard, egyéni      | 2. csoport · Jesús Ortíz (CUB) · 4–5 · Rüdiger Müller (GDR) · 5–1 · Mark Slade (GBR) · 5–3 · Jean-François Lamour (FRA) · 5–3                    | 1.        | 4. csoport · Jean-François Lamour (FRA) · 5–4 · Frank-Eberhard Höltje (GDR) · 5–4 · Georgi Csomakov (BUL) · 5–4 · Ferdinando Meglio (ITA) · 5–4 · José Laverdecia (CUB) · 5–3 | 1.        | José Laverdecia (CUB) · GY   | Vaszil Etropolszki (BUL) · V |                         | Cornel Marin (ROU) · GY    | Michele Maffei (ITA) · V      | kiesett | kiesett                             | 8.       |
| Aljakszandr Ramanykov Volodimir Szmirnov Szabirzsan Ruzijev Asot Karagjan Uladzimir Lapicki   | Tőr, csapat       | 1. csoport · Románia (ROU) · 9–2 · Nagy-Britannia (GBR) · 13–3                                                                                   | 1.        | |           | erőnyerő                     | Lengyelország (POL) · 9–7    |                         |                            |                               | Franciaország (FRA) · 8 (60)–8 (68) | Franciaország (FRA) · 8 (60)–8 (68) |          |
| Asot Karagjan Alekszandr Abusahmetov Alekszandr Mozsajev Borisz Lukomszkij Volodimir Szmirnov | Párbajtőr, csapat | 2. csoport · Lengyelország (POL) · 7–5 · Kuba (CUB) · 15–1                                                                                       | 1.        | |           | Nagy-Britannia (GBR) · 9–2 · | Franciaország (FRA) · 3–9    |                         |                            |                               | Bronzmérkőzés · Románia (ROU) · 9–5 | Bronzmérkőzés · Románia (ROU) · 9–5 |          |
| Viktor Szigyak Volodimir Nazlimov Viktor Krovopuszkov Mihail Burcev Mikalaj Aljohin           | Kard, csapat      | 1. csoport · Románia (ROU) · 7–9 · Kuba (CUB) · 10–5                                                                                             | 1.        | |           | erőnyerő                     | Magyarország (HUN) · 8–6     |                         |                            |                               | Olaszország (ITA) · 9–2 |                                     |          |

Női
| Versenyző                                                                             | Versenyszám | Selejtező | Selejtező | Selejtező | Selejtező | Főtábla                         | Főtábla                   | Vigaszág                  | Vigaszág                           | Vigaszág          | Döntő                     | Döntő                     | Helyezés |
| Versenyző                                                                             | Versenyszám | 1. kör | 1. kör    | 2. kör | 2. kör    | 1. kör                          | 2. kör                    | 1. kör                    | 2. kör                             | 3. kör            | Döntő                     | Döntő                     | Helyezés |
| Versenyző                                                                             | Versenyszám | Ellenfél Eredmény | Hely.     | Ellenfél Eredmény | Hely.     | Ellenfél Eredmény               | Ellenfél Eredmény         | Ellenfél Eredmény         | Ellenfél Eredmény                  | Ellenfél Eredmény | Ellenfél Eredmény         | Hely.                     | Helyezés |
| ------------------------------------------------------------------------------------- | ----------- | --- | --------- | --- | --------- | ------------------------------- | ------------------------- | ------------------------- | ---------------------------------- | ----------------- | ------------------------- | ------------------------- | -------- |
| Nailja Giljazova                                                                      | Tőr, egyéni | 3. csoport · Susanna Batazzi (ITA) · 5–1 · Marlene Font (CUB) · 5–2 · Delfina Skąpska (POL) · 3–5 · Brigitte Latrille-Gaudin (FRA) · 4–5 | 3.        | 2. csoport · Mandy Niklaus (GDR) · 4–5 · Marcela Moldovan-Zsak (ROU) · 5–4 · Marlene Font (CUB) · 5–1 · Véronique Brouquier (FRA) · 5–4 · Delfina Skąpska (POL) · 5–2           | 2.        | Stahl Jencsik Katalin (ROU) · V |                           | Gabriele Janke (GDR) · GY | Pascale Trinquet-Hachin (FRA) · V  | kiesett           | kiesett                   | kiesett                   | 9.       |
| Jelena Belova                                                                         | Tőr, egyéni | 2. csoport · Suzana Ardeleanu (ROU) · 5–3 · Barbara Wysoczańska (POL) · 5–2 · Clara Alfonso (CUB) · 5–2 · Micheline Borghs (BEL) · 5–3   | 1.        | 3. csoport · Mitzi Ferguson (AUS) · 5–4 · Margarita Rodríguez (CUB) · 5–2 · Gabriele Janke (GDR) · 5–3 · Brigitte Latrille-Gaudin (FRA) · 5–1 · Barbara Wysoczańska (POL) · 0–5 | 2.        | Tordasi Ildikó (HUN) · V        |                           | Clara Alfonso (CUB) · GY  | Katarína Lokšová-Ráczová (TCH) · V | kiesett           | kiesett                   | kiesett                   | 9.       |
| Valentyina Szidorova                                                                  | Tőr, egyéni | 1. csoport · Ann Brannon (GBR) · 0–5 · Kerstin Palm (SWE) · 5–1 · Margarita Rodríguez (CUB) · 5–4 · Marcela Moldovan-Zsak (ROU) · 4–5    | 3.        | 1. csoport · Katarína Lokšová-Ráczová (TCH) · 4–5 · Suzana Ardeleanu (ROU) · 5–1 · Anna Rita Sparaciari (ITA) · 5–2 · Maros Magda (HUN) · 5–0 · Clara Alfonso (CUB) · 1–5       | 2.        | Barbara Wysoczańska (POL) · V   |                           | Mandy Niklaus (GDR) · V   | kiesett                            | kiesett           | kiesett                   | kiesett                   | 13.      |
| Valentyina Szidorova Nailja Giljazova Jelena Belova Iirina Usakova Larisza Cagarajeva | Tőr, csapat | 2. csoport · Olaszország (ITA) · 9–4 · Románia (ROU) · 11–5                                                                              | 1.        | |           | erőnyerő                        | Lengyelország (POL) · 9–3 |                           |                                    |                   | Franciaország (FRA) · 6–9 | Franciaország (FRA) · 6–9 |          |

## Vízilabda
| Szovjet férfi vízilabdacsapat-játékoskeret                                                                       | Szovjet férfi vízilabdacsapat-játékoskeret                                                             |
| --- | --- |
| - Jevgenyij Saranov - Szergej Kotyenko - Vlagyimir Akimov - Jevgenyij Grisin - Mait Riisman - Alekszandr Kabanov | - Alekszej Barkalov - Jerkin Sagajev - Georgij Msvenyieradze - Mikhail Ivanov - Vjacseszlav Szobcsenko |

### Eredmények
Csoportkör
B csoport
| Csapat              | M | Gy | D | V | G+ | G– | Gk  | P |
| ------------------- | - | -- | - | - | -- | -- | --- | - |
| Szovjetunió (URS)   | 3 | 3  | 0 | 0 | 24 | 10 | +14 | 6 |
| Spanyolország (ESP) | 3 | 2  | 0 | 1 | 15 | 11 | +4  | 4 |
| Olaszország (ITA)   | 3 | 0  | 1 | 2 | 14 | 17 | –3  | 1 |
| Svédország (SWE)    | 3 | 0  | 1 | 2 | 8  | 23 | –15 | 1 |

| 1980. július 20. 17:00 | Szovjetunió (URS)    | 8–6 | Olaszország (ITA) |  |
| 1980. július 20. 17:00 | (4–3, 1–1, 1–2, 2–0) |     |                   |  |
| 1980. július 20. 17:00 |                      |     |                   |  |

| 1980. július 21. 17:00 | Szovjetunió (URS)    | 4–3 | Spanyolország (ESP) |  |
| 1980. július 21. 17:00 | (0–1, 2–0, 0–1, 2–1) |     |                     |  |
| 1980. július 21. 17:00 |                      |     |                     |  |

| 1980. július 22. 12:00 | Svédország (SWE)     | 1–12 | Szovjetunió (URS) |  |
| 1980. július 22. 12:00 | (0–3, 1–2, 0–4, 0–3) |      |                   |  |
| 1980. július 22. 12:00 |                      |      |                   |  |

Döntő csoportkör
| 1980. július 24. 16:00 | Magyarország (HUN)   | 4–5 | Szovjetunió (URS) |  |
| 1980. július 24. 16:00 | (2–2, 1–1, 1–2, 0–0) |     |                   |  |
| 1980. július 24. 16:00 |                      |     |                   |  |

| 1980. július 25. 18:00 | Szovjetunió (URS)    | 6–2 | Spanyolország (ESP) |  |
| 1980. július 25. 18:00 | (1–0, 1–1, 3–1, 1–0) |     |                     |  |
| 1980. július 25. 18:00 |                      |     |                     |  |

| 1980. július 26. 18:00 | Szovjetunió (URS)    | 8–5 | Kuba (CUB) |  |
| 1980. július 26. 18:00 | (1–1, 1–1, 3–1, 3–2) |     |            |  |
| 1980. július 26. 18:00 |                      |     |            |  |

| 1980. július 28. 17:00 | Hollandia (NED)      | 3–7 | Szovjetunió (URS) |  |
| 1980. július 28. 17:00 | (0–1, 1–1, 1–3, 1–2) |     |                   |  |
| 1980. július 28. 17:00 |                      |     |                   |  |

| 1980. július 29. 17:00 | Szovjetunió (URS)    | 8–7 | Jugoszlávia (YUG) |  |
| 1980. július 29. 17:00 | (3–2, 2–2, 1–0, 2–3) |     |                   |  |
| 1980. július 29. 17:00 |                      |     |                   |  |

Végeredmény
| Csapat              | M | Gy | D | V | G+ | G– | Gk  | P  |
| ------------------- | - | -- | - | - | -- | -- | --- | -- |
| Szovjetunió (URS)   | 5 | 5  | 0 | 0 | 34 | 21 | +13 | 10 |
| Jugoszlávia (YUG)   | 5 | 3  | 1 | 1 | 34 | 32 | +2  | 7  |
| Magyarország (HUN)  | 5 | 3  | 0 | 2 | 32 | 30 | +2  | 6  |
| Spanyolország (ESP) | 5 | 2  | 0 | 3 | 28 | 31 | –3  | 4  |
| Kuba (CUB)          | 5 | 0  | 2 | 3 | 31 | 38 | –7  | 2  |
| Hollandia (NED)     | 5 | 0  | 1 | 4 | 26 | 33 | –7  | 1  |

| Csapat            | Helyezés |
| ----------------- | -------- |
| Szovjetunió (URS) |          |